# العتبة العسكرية
العَتبَةُ العَسكَريَّة تعرف رسميًا بـالعَتْبَةُ العَسْكَريَّةُ المُقَدَّسَة أو الرَّوْضَةُ العسكريّة الشَّريفة وتعرف أيضًا باسماء بديلة عديدة كـمَقام وضَريح ومَشهَد ومَرقَد وحَرَم الإمامين العسكريين وأحيانًا الجامع العسكري هي مجموعة من المباني التاريخية الدينية المترابطة بالإمامين العاشر والحادي عشر من الأئمة الاثنا عشر علي الهادي وابنه الحسن العسكري، تقع في مدينة سامراء على الضفة الشرقية لنهر دجلة في محافظة صلاح الدين. تضم المجموعة ضريحهما تحت القبة الذهبية، والجامع الكبير ومسجد المهدي المشهور بسرداب الغيبة وعدة أبواب تاريخية. تحيطها منطقة سكنية وتجارية وفنادق عديدة، حيث تعتبر قلب المدينة ومركزًا سياحيًا دينيًا في العراق يزورها المسلمين عمومًا وهي مقدسة لدى الاثني عشريين خاصةً.
بُنيت مدينة سامراء سنة 836م لتحل محل بغداد كعاصمة للخلافة العباسية، وتعد العتبة العسكرية فيها مزارًا وبديلًا عن الجامع الملوية الأثرية حيث تقع سامراء الحالية على مشارف مدينة سامراء العبّاسية. ومن الأضرحة الإسلامية البارزة في العراق الذي لا يزال باقي منذ العصر العباسي، دفن بها عدد من الشخصيات الإسلامية الشيعية ولكنها مبجلّة غير طائفيًا، أبرزهم علي الهادي ونجليه الحسن وجعفر وحكيمة بنت محمد الجواد ونرجس والدة المهدي. أصل الروضة هي دار علي الهادي اشتراها من المعماري دليل بن يعقوب النصراني عندما سكن سامراء بعد هجرته من المدينة المنورة. تقع العتبة العسكرية في وسط مدينة سامراء الحديثة في موضع من الضاحية التي كانت تعرف بالعسكر وهي أجزاء من مدينة سامراء العباسية، حيث سكن بها الإمام علي الهادي ودفن في دارُهُ بعد وفاته. وبعد انتقال مركز الخلافة العباسية إلى بغداد مرة ثانية تمركزت الأبنية حول مدفنه واتسعت المدينة وكانت نواة لمدينة سامراء الحالية.

شهدت الروضة وجامعها الكبير العديد من الأدوار الإنشائية منذ دفن الإمامين، وكذلك أعمال الترميم والتجديد والتوسعة خلال فترات متتالية. ومن التحديثات المهمة، بناء قبة بأمر من الأمير الحمداني ناصر الدولة في سنة 535 هـ/944م وقد أُعيد بنائها كذلك بأمر من الخليفة العباسي المستنصر بالله. أما العمارة الحالية قبل تدميرها في عامي 2006 و2007 أُنشأت في أوائل القرن التاسع عشر باهتمامات من الأسرة الدُنبُلية ثم استمرت أعمال الترميم والإضافة وقامت الدولة القاجارية بتذهيب القبة خلال السنوات 1868-1870 م.
تتكون مجموعة العتبة العسكرية من صحن متسع مستطيل الشكل يحيطه جدار ضخم مرتفع وداخلهُ سلسلة أواوين ذات عقود مدببة يبلغ مجموعها 62 إيوانًا. وللعتبة عدة مداخل وأبواب تاريخية، يقوم في وسط الضلع الجنوبية منها باب القبلة تعلوه غرفة وإيوان وبرج ساعة. قد ازدانت بالزخرفة القاشانية الملونة، في ضلعها الشمالي تقع الروضة وهي مستطيلة الشكل أبعادها 38 ☓ 42 مترًا. أما الواجهة الرئيسة للحضرة فهي تواجه القبلة ويتصدرها إيوان كبير يعرف بإيوان الذهب يتوسطه مدخل رئيس يؤدي إلى الرواق الذي يمتاز بتنوع وتعدد عناصره العمارية وزخرفة جدرانه بنقوش هندسية ومقرنصات ومرايا. هناك في سقفه مجموعة أقبية وعقود وقباب صغيرة تعلوها نوافذ صغيرة. تعلو الحضرة قبة ذهبية بصلية، وترتفع عند ركني الجدار الجنوبي للإيوان مئذنتان أسطوانيتان طلي الجزء العلوي لكليهما. وهناك قبة أخرى تقوم على مسجد المهدي أو سرداب ويتألف هذا المسجد من مصلى صيفي وآخر شتوي وتحت قبة مسجد المهدي يوجد سرداب الغيبة.

تعرضت العتبة العسكرية للتفجير بعبوات ناسفة في 22 فبراير 2006 كما تعرضت مأذنة المسجد إلى تفجير آخر في 13 يونيو 2007 خلال الحرب الأهلية العراقية الأولى. الحق التفجيران المتتاليان أضرارًا جسمية بالمرقد وأسفرا عن تدمير القبة الذهبية والمئذنتين والهيكل الذي يثبت المبنى بالكامل تقريبًا. وفي أعقاب تفجير المرقد، شددت اليونسكو على التزام المنظمة بالعمل مع حكومة العراق لحماية وترميم التراث التاريخي والروحاني والثقافي لمرقد الإمامين العسكريين.
يشهد بعد ترميمها حركة عمرانية واسعة ونشاطًا كبيرًا إذ يستضيف الآلاف من الزوار شهريًا. وقد شكلت اللجنة الفنية لإعادة إعمار الروضة العسكرية وهي الجهة الوحيدة المخولة بتنفيذ كامل المشروع بمفاصله الإدارية والتقنية والخدمية بتكليف من حكومة العراقية. وقد أكملت البناء الحديثة للقبة في 2015 وبدلت شباك ضريح في 2017.

## التسمية
استخدمت مصطلحات إسلامية عديدة للإشارة إلى العتبة العسكرية بوصفها ضريحًا إسلاميًا أو جامعًا في النصوص الدينية والرسمية والأدبية بسبب تعقد أجزائها، منها: «مَشْهَد» حيث لفظ مشهد قد اقترنت بالأضرحة العلوية والفاطمية بشكل خاص، و«حَرَمْ» للإشارة إلى كونها مقدسة والمنطقة المحيطة بها، و«الرَّوْضَة» وإن كانت تشير إلى بناية الضريح فأطلق بمعنى أوسع‌ على كلها، و«مَقام ومَزار» و«مَرقَد» وأخيرًا «العتبة»، وكلها مع اللواحق «العسكريين» و«العسكرية» أو «الإمامين العسكريين» نسبة إلى الحسن العسكري، و«الإمامين» يشير إلى علي الهادي والحسن العسكري؛ مع استخدام لقبين «المقدسة» و«الشريفة» عادةً. وقد عرفت تاريخيًا بـ «مشهد سامراء» أو «مشهد سر من رأى» وحديثًا بـ «الجامع العسكري في سامراء» و«جامع الإمام الهادي» أو «مسجد الروضة». لم تُستخدم مصطلحات موحدة للإشارة بها عبر التاريخ حتى عُرفت بـ «العتبة العسكرية» و«الروضة العسكرية» خصوصًا بعد أن تولى ديوان الوقف الشيعي على تنظيم إدارتها وسدانتها في أواخر عقد 2010، فتعرف رسميًا بـ «العتبة العسكرية المقدسة» أو «الروضة العسكرية الشريفة» لدى المؤسسات الدينية العراقية.

## الإمامين
اعترف أكثرية أتباع محمد الجواد من الشيعة الجعفريين بإمامة ولدهُ علي الذي لُقِب بالهادي والنقي. ولد عام 212 هـ / 825 م في المدينة وعُدّ إمامًا عاشرًا للجعفريين الإثناعشريّين. في سنة 233 هـ/ 848 م أحضر علي الهادي وحاشيته بكاملها من المدينة إلى سامراء العاصمة العباسية الجديدة إلى الشمال من بغداد، ومكان تحشّد الحرس التركي، وكانت سامراء أصبحت عاصمة للعباسيين من 221 هـ/836 حتى 279 هـ/ 892 م.
أمضى علي الهادي بقية حياته فيها تحت نظر الوكلاء العبّاسييّن. مع ذلك، تدبّر الإمام أمر البقاء على إتصال بأتباعه، وعمل على توطيد تنظيمات جماعة من الجعفريين في العراق وفارس وأمكنة أخرى عبر ممثلين متنوعين له. توفي علي الهادي سنة 254 هـ/ 868 م في سامراء، والمكان الذي دفن فيه هو وولده الحسن العسكري في مقامين توأمين سُميا «العسكريين» أو «العسكريان»، لأن هذين الإمامين أجبرا على العيش في مخيم عسكري لجيش الخليفة في سامراء. خلّف الهادي ولدين هما الحسن وجعفر، وبوفاته، اعترف أكثرية شيعته بولده الحسن إمامهم التالي. رافق الحسن والده إلى سامراء سنة 233 هـ/ 848 م وأمضى بقيه حياته فيها وهو يُعدُّ الإمام الحادي عشر للإثناعشريّين. مرض في 1 ربيع الأول 260 وتوفي بعد ذلك بأسبوع في 8 ربيع الأول 260 ولم يتجاوز الثامنة والعشرين من العمر، ودفن بجنب والده. خلف محمد المهدي الذي ولد في الخامس عشر من شعبان عام 256 / 18 يوليو 870 في سامراء، وتولى الإمامة في سن الرابعة تقريبًا بعد وفاة والده فهو آخر الأئمة الاثنا عشر. دخل في الغيبة الكبرى سنة 329 هـ/ 941 م ويعتقد الإثنا عشريون أنه «المهدي».

## التاريخ

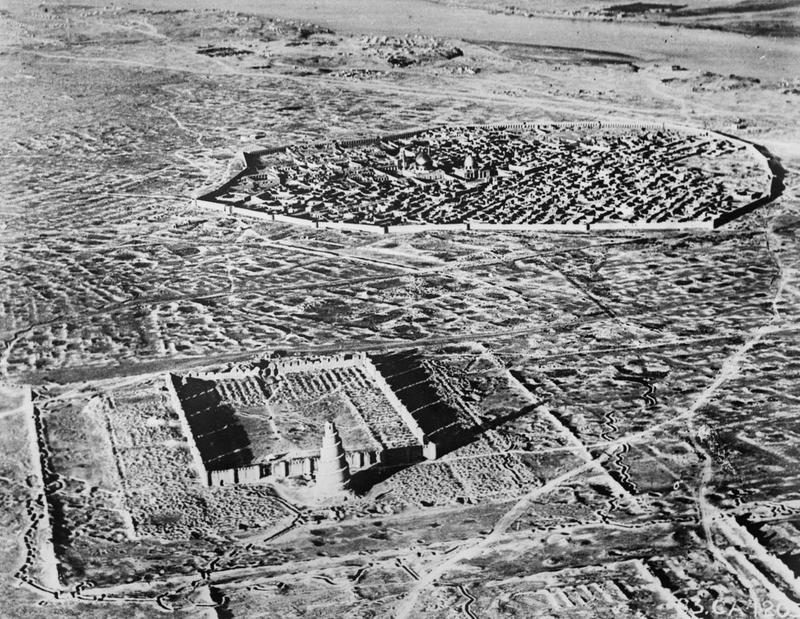
صورة جوية لمدينة سامراء الحديثة داخل سورها والعتبة العسكرية في مركزها، وخارجها بقايا الجامع الملوية العباسية من أرشيف متحف الحرب الإمبراطوري. ظل هذا السور ماثلًا للعيان حتى سنة 1356هـ/ 1936 م حيث أرادت الحكومة العراقية أن توسّع البلدة فأمرت بهدم السور في شهر المحرّم سنة 1356/ مارس 1937.

سامراء الحديثة هي إحدى المحلات الشهيرة من سامراء القديمة العباسية. كان علي الهادي يسكن فيها، فلما توفي سنة 243 هـ/ 857 م دفن في بيته بها، ولما توفي ولده الحسن العسكري سنة 260 هـ/ 874 م دفن إلى جوار أبيه. 

جرت على الروضة نحو 24 عمارة عبر تاريخها. أول من بني قبة على هو ناصر الدولة الحمداني سنة 332 هـ/ 945 م فعمّرها كل من بختيار بن معز الدولة سنة 337 هـ/ 949 م، وأرسلان البساسيري سنة 345 هـ/ 956 م، وبركياروق بن ملكشاه سنة 495 هـ/ 1102 م، وأحمد الناصر لدين الله سنة 606 هـ/ 1209 م، ثم منصور المستنصر بالله سنة 604 هـ/ 1208 م و640 هـ/ 1242، وأبو أويس حسن الجلائري سنة 750 هـ/ 1349 م، وسلطان حسين الصفوي سنة 1106 هـ/ 1695 م، وأحمد خان الدنبلي سنة 1200 هـ/ 1786 م، ثم ناصر الدين شاه سنة 1282 هـ/ 1865 م. ثم ظهرت عدة تعميرات في العهد الملكي الهاشمي، منها في سنوات 1360 هـ/ 1941 م و1367 هـ/ 1948 م و1381 هـ/ 1961 م.
بعد كل هذا، لقد أجريت إصلاحات عديدة لصيانتها، فرديًا ومؤسسيًا وتبرعيًا منذ تشكيل الدولة العراقية في 1925 حتى استولت ديوان الوقف الشيعي في العراق عليها في أواخر عقد 1430 هـ/ 2010 م. وقد استعادت سامراء بعض مكانتها العلمية والثقافية في القرن العشرين ويعود الاهتمام بها اليوم إلى وجود العتبة العسكرية وكذلك بقايا من الآثار العباسية المندثرة التي لها أهمية تاريخية وفنية عالية، وكذلك بسبب قربها من العاصمة العراقية بغداد وورود عدد كبير من الزوار والسياح إليها.

### بداياتها
أصل الحضرة العسكرية هي دار علي بن محمد الهادي فأصبحت قبرًا له ولولده، اشتراها علي الهادي من المعماري العباسي دليل بن يعقوب النصراني عندما سكن سامراء كما صرّح بذلك الخطيب البغدادي في تاريخه وقال: «إنّه اشترى دارا من دليل بن يعقوب النصراني وتوفّي بها». أعقب الهادي أولاد منهم «محمد» المدفون في بلد، و«الحسن» و«الحسين» وقد دفنا مع أبيهما، وبنت واحدة تدعى «عائشة»، وممن دفن في الروضة من النساء، هي حُديث زوجة الإمام الهادي وأُمّ الإمام الحسن العسكري، وحكيمة بنت محمد الجواد ونرجس خاتون وأخيرًا جعفر بن علي الهادي، كلهم دفنوا في نفس الدار. وكانت الدار على هيئتها إلى خلافة المعتضد.
وسامراء من مدن العراق العريقة في القدم وبحسب التنقيبات الأثرية كانت لها حضارة متقدمة ترجع إلى الألف السادس والألف الخامس قبل الميلاد. تقع على بعد 130 كم إلى الشمال من بغداد على الجانب الشرقي من نهر دجلة. في عام 836 م نُقِل الخليفة العباسي المعتصم عاصمة الدولة العباسية من بغداد إلى سامراء بعد أن شيد فيها مدينة كبيرة وعامرة، وأسكن فيها الجنود الأتراك والعرب والخراسانيين، وأطلق عليها «سُرَّ مَن رَأى»، لجمالها الذي يسر النفوس. وتحولت بعد فترة وجيزة إلى مدينة كبرى أزدهرت فيها الحضارة العربية - الإسلامية بمختلف مظاهرها، فظهرت فيها البراعة في هندسة تخطيط المدينة وفي تنظيم شوارعها ومساكنها وتنسيق المباني العامة كالمساجد والأسواق والقصور وغيرها. غير أن سامراء أخذت بالانحطاط بعد أن نُقِل الخليفة العباسي المعتمد العاصمة مجددًا إلى بغداد. وكان في سامراء مساجد وقصور عظيمة، وأشهر معالم المدينة المسجد الجامع ومئذنة الملوية ومجموعة من القصور والأسوار. ويعتبر المسجد الجامع الذي ما زالت بقاياه موجودة حتى الآن من المساجد الإسلامية الكبرى حيث أن مساحته ثمانية وثلاثون ألف متر ويتسع لحوالي ثمانين ألف مصل، وله ثلاثة وعشرون بابًا. وتعادل مساحته بالنسبة لجامع ابن طولون في القاهرة مرتين. وقد اندثرت معالم الجامع الكبير ولم يبق منه سوى بقايا جدرانه الخارجية ومئذنته الملوية. وقد تغير استخدام هذا المسجد للصلاة مع نقل مدينة سامراء بعد الدمار، فحل محله الجامع العسكري. وخربت مدينة سامراء وهجرت أهلها في حدود سنة 280 هـ/ 893 م ولم يبق منها سوى محلة العسكر أيام المعتضد ولم يبق من المحلة سوى الخان وبقال للمارة.

### العصور الوسطى

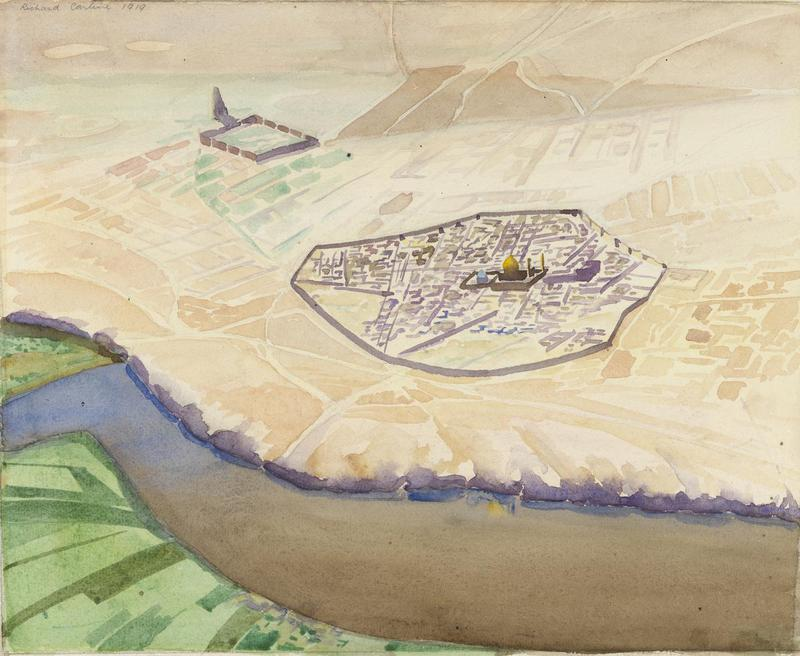
لوحة رسمت 1919 توضح مدينة سامراء الجديدة والقديمة على الضفة الشرقية لنهر دجلة ومكانة جامع الملوية العباسية فيها. قد اندثر معالمه ولم يبق منه سوى بقايا جدرانه الخارجية ومئذنته الملوية. فحل محله الجامع العسكري بعد أن خربت المدينة وهجرت أهلها في حدود سنة 280 هـ/ 893 م.

شيّد ناصر الدولة الحمداني الدار والقبر وكلّل الضريح بالستور، كما أحاط سامراء بسور كبير إلى أن صارت سامرّاء مسكونة في حدود سنة 328 هـ/ 940 م بعد خرابها. وهو أوّل من بنى قبّة على قبر العسكريين.
وعندما جاء البويهيون إلى الحكم في العراق اهتموا اهتمامًا بالغًا ببناء الحضرات. وقد أمر معز الدولة بتعمير القبة وسرداب الغيبة وأكمل ما بناه ناصر الدولة الحمداني. «فلمّا وقع الصلح بينه وبين ناصر الدولة الحمداني دخل المعزّ سامرّاء وأنفق أموالا جليلة، ورتّب للروضة البهيّة القوّام والحجّاب، وأجرى لهم أرزاقا، وعمّر القبّة وكان في السرداب حوض يجري فيه الماء فأمر بإملاء الحوض من التراب وجعل ضريحا للعسكريّين  من الخشب فأخذت سامرّاء في دولة بني بويه رونقًا» ثم عاد عضد الدولة البويهي عام 368 هـ/ 978 م بتسييج الروضة بخشب الصاج وغطى الضريح بالديباج، «دخل سامرّاء وكان له وقعة مع بختيار بن معزّ الدولة ابن أخيه عند قصر الجصّ قرب سامرّاء، فقتل بختيار فلمّا دخلها أمر بعمارة الروضة البهيّة بالأخشاب السمينة من الساج، ووسّع الصحن الشريف، وابتنى سورا مشيّدا للبلدة، وكان ذلك في سنة 368 هـ».
ثم عمّرها بختيار بن معز الدولة سنة 337 هـ/ 949 م حيث وسع الصحن وبنى سورًا للبلدة. والعمارة الخامسة تعود للأمير أرسلان البساسيري سنة 345 هـ/ 956 م حيث أمر بعمارة عالية على قبر الإمامين. وذكر ابن الفوطي في كتاب «الحوادث الجامعة في المائة السابعة» إنّه «في سنة أربع وستمائة وقع حريق في مشهد سرّ من رأى، فأتى على ضريحي عليّ الهادي والحسن العسكري، فتقدّم الخليفة المستنصر بالله بعمارة المشهد المقدّس والضريحين الشريفين وإعادتهما إلى أجمل حالاتهما، وكان الضريحان ممّا أمر بعملهما أرسلان البساسيري..»، ثم قام السلطان بركياروق بن ملكشاه بترميم القبة والرواق والصحن سنة 495 هـ/ 1102 م. ثم العمارة السابعة في خلافة أحمد الناصر لدين الله وقد عمر القبة والمآذن سنة 606 هـ/ 1209 م، ثم عمرّها منصور المستنصر بالله مرتين سنة 604 هـ/ 1208 م و640 هـ/ 1242 م بعد الحريق الذي أصابها فأمر بتعميرها سيد بن طاووس وكان هو المتولّي للعمارة الثامنة.
ثم عمّرها أبو أويس حسن الجلائري سنة 750 هـ/ 1349 م. بعدها، عمّرها حسين الصفوي آخر ملوك الصفويّة سنة 1106 هـ/ 1695 م وهي العمارة العاشرة.
لقد وصف الرحالة ابن بطوطة سامراء عندما زارها حوالي عام 727هـ /1327م وقال: «..وقد استولى الخراب على هذه المدينة فلم يبق منها إلا القليل وهي معتدلة الهواء رائقة الحسن على بلائها، ودروس معالمها، وفيها أيضًا مشهد صاحب الزمان كما بالحلّة»، وزارها أيضًا سيدي علي رئيس سنة 961 هـ/1554 م.

### العصر الحديث

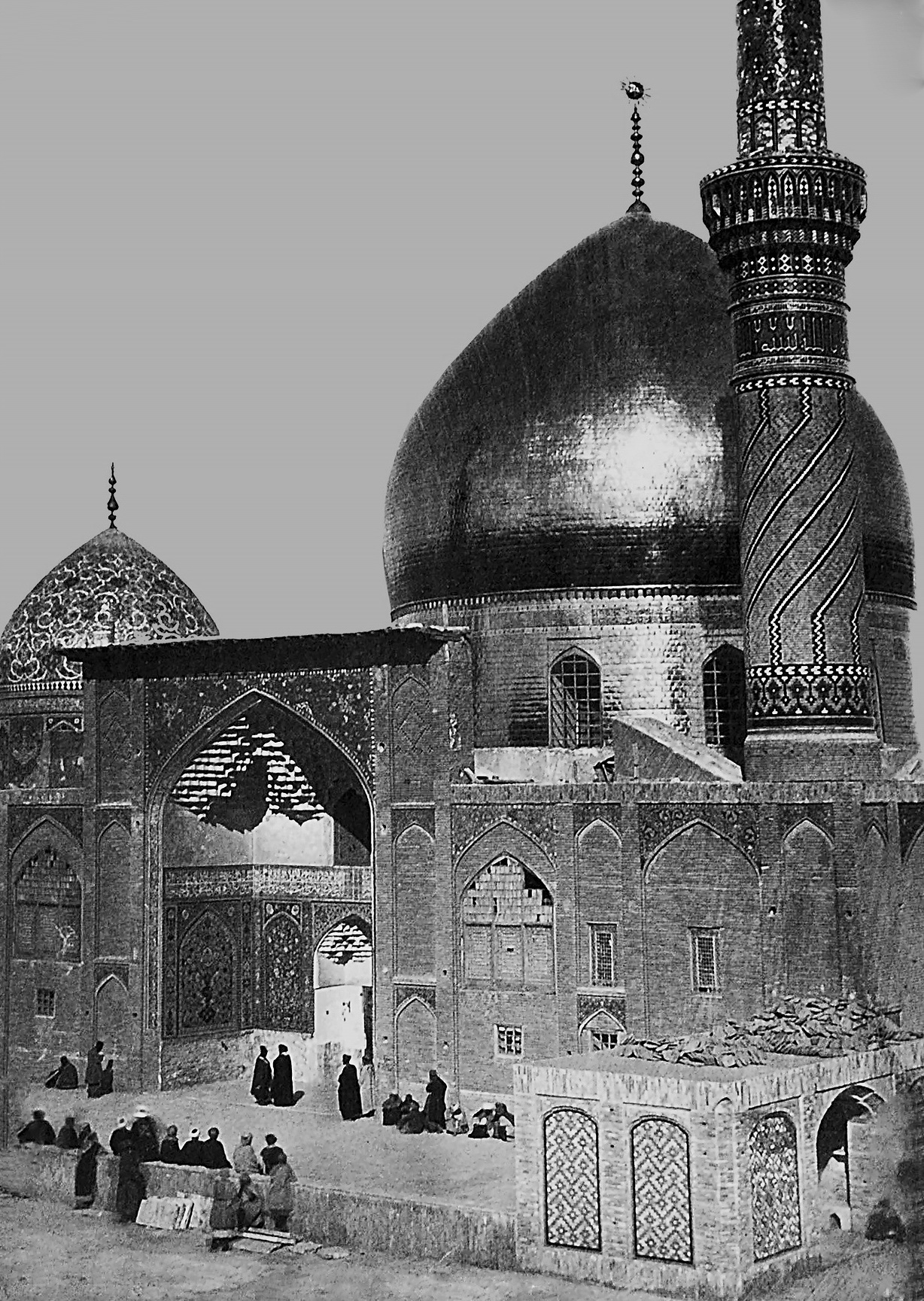
القبة الذهبية والإيوان الرئيسي لمرقد العسكريين في عام 1870، أي عامين بعد إكمال تذهيبها باهتمام الدولة القاجارية سنة 1868. التقطت الصورة بواسطة أغا رضا بن إسماعيل إقبال السلطنة، أول مصور محترف في تاريخ إيران.

ورد المستكشف الألماني كارستن نيبور سامراء خلال أسفاره في العراق، من بغداد إلى الموصل، سنة 1776 وكتب عنها: «كانت سامراء مدينة مهمة فقد كانت مقرًا لعدد من الخلفاء، عاش فيها ثلاثة من كبار أئمة الشيعة ودفنوا فيها وتزار قبورهم كل سنة من جموع غفيرة من الفرس.».
العمارة الحالية التي ما زالت قائمة وهي العمارة الحادية عشرة باهتمام أعيان الأسرة الدنابلة، فقد شرع في تشييدها أحمد خان بن مرتضى قلي الدنبلي من حكام إمارة الدُنبلية الكُردية في حدود عام 1200 هـ/ 1785 م، وقد أتم بناءها ولده حسين قلي خان سنة 1225 هـ/ 1810 م وهي العمارة الثانية عشرة، حيث وسع الصحن والأروقة وأبدل الأخشاب بالحجر وكتب آيات من القرآن في أعلى الجدران. وإنّ الحسين قلي خان بنى مسجدًا وحمّامًا في سامرّاء وخانًا للزوّار وأكمل نواقص عمارة العسكريين التي بناها أبوه أحمد خان، والمسجد الذي بناه على السرداب سماّه مسجد الصاحب، وقطع طريق السرداب عن الحرم، وأهمل الأزج الذي كان يدخل الزائر منه في السرداب، وكان باب الأزج خلف ضريح العسكريّين، وفتح للسرداب من طرف الشمال الباب الموجود اليوم، وجعل له رواقًا وصحنًا.
وفي سنة 1285 هـ / 1868 م أمر ناصر الدين شاه بتجديد الشباك وكسى القبة بالذهب الإبريز والمآذن بالقاشاني البديع. كانت ساحة الصحن الكبير ضيّقة ولم تكن بهذه السعة الموجودة اليوم، فأمر أحمد خان بهدم بعض جوانب الصحن وتوسيعه وتوسيع ساحة الروضة والرواق والبهو.

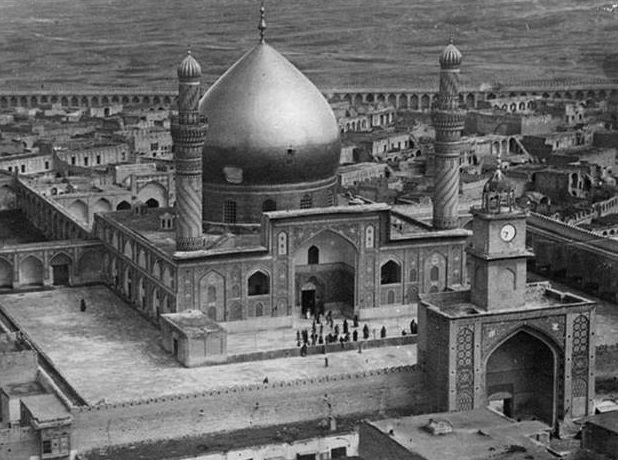
منظر عام من العتبة العسكرية في عام 1917، بعد إنشاء برج الساعة على باب القبلة.

وقد استعادت سامراء بعض مكانتها العلمية والثقافية بعد إصلاحات أحمد خان الدنبلي وبعد أن هاجر إليها الإمام محمد حسن الشيرازي، المرجع الديني الأعلى، في أوخر شعبان سنة 1291/ أكتوبر 1874. كما هاجر إليها عدد من العلماء والطلاب. وقد أثار انتقال الإمام الشيرازي إليها قلق العثمانيين، بعد أن فاجأهم الحضور الشيعي فيها بشكل سريع، كما أثار قلق بعض سكان سامراء السنّة من الهيمنة الديموغرافية الشيعة عليها والشعبية الشيرازي فيها، خصوصًا بعد إعلانه فتواء في تحريم التنباك خلال ثورة التنباك بين 1891 - 1892 م مما دفع بعض المسؤولين العثمانيين العراقيين وكذلك بعض علماء الدين السنة إلى توجيه نداءات متكررة إلى إسطنبول للوقوف أمامه. وكان رد فعل العثمانييون هو إقامة مدرستين في سامراء إدارتهما إلى شيخ من مشايخ المتصوفة. كما عيّن الوالي العثماني للعراق شيخًا من أهل السنّة ليكون سادنًا لمرقد الإمامين العسكريين. ومع ذلك، تجنب الشيرازي من الطائفية وأتخذ من سامراء محلًا لتدريسه فحسب. وأن وفاته عام 1895 قللت من أهمية سامراء التعليمية للشيعة. حتى إخذت تستعيد بعض أهميتها التاريخية والفنية خلال الحكم الملكي في العراق خاصةً بسبب الآثار الإسلامية فيها.
والعمارة الرابعة عشرة كانت في عصره، وهي ترصيع بعض الرواق بمرايا ذوات أشكال هندسيّة ونجارة، وترصيف شطر من الصحن، ونصب الساعة المبتاعة بسبعمائة تومان على عرش باب القبلة، وستائر ثمينة لأبواب الحرم والرواق، وبناء المدرسة الكبيرة، والحمام وغيرها. وفي سنة 1343 هـ أو 1351 هـ جيء بمضخّة الماء إلى سامرّاء فأخذت أهمّيّتها فجرى الماء في جميع الدور والصحن والروضة بعد أن كانوا يستقون من دجلة بتوسّط حمل القرب على الدوابّ، وبفضل هذه المضخّة صارت سامرّاء بلدة زراعيّة. كانت تنوير العتبة بالشموع والنفط إلى أن جيء بمكينة الكهرباء من محمّد بن غلام علي الكازروني، وفي سنة 1343 هـ وكان الأمر كذلك إلى أن جيء بماكنة الكهرباء ومضخّة الماء جاءت بهما الحكومة العراقية الهاشمية فأضاءت الروضة حتّى فوق القبّة والمأذنتين والصحن والسرداب ومسجد وجعلوا مصارفها من الأوقاف.

### خلال حربين أهليتين
بعد حرب العراق 2003 وقعت سامراء في الجزء الشمالي في ما يعرف بالمثلث السني، فكانت في مراكز الصراع خلال الحرب الأهلية العراقية الأولى (2006-2008) والثانية (2014–2017). حدث في أيام 1 - 3 أكتوبر 2004 نزاع عسكري مسلح عُرف بمعركة سامراء، بين القوات الأمريكية والعراقية من جهة وتنظيم القاعدة من جهة أخرى. بعد سيطرة الجماعات المسلحة على المدينة، تحركت القوات العراقية والأمريكية بعملية عسكرية لتخليص المدينة والعتبة من سيطرة تنظيم القاعدة، وبعد معارك عنيفة فُرضت السيطرة عليها وقامت بتشكيل قوات محلية للمحافظة على الأمن والنظام. ولكن بعد الاستقرار الأمني الذي استمرّ لفترة وجيزة لا تتجاوز عامان حدث تفجير ضريح العسكريين في 22 فبراير 2006، والذي أدى إلى إشعال حرب طائفية بين الشيعة والسنة في العراق بالرغم من تحذيرات المرجعية الشيعية العليا في النجف، السيّد علي السيستاني، من أن هذه القضية لا علاقة لها بالمسلمين السنة. والسنة في سامراء شاركوا في إعادة إعمار العتبة بعد انتهاء الصراع. استهدفت العتبة للمرة الثانية في 13 يونيو 2007 وأدى ذلك إلى تدمير مأذنتيّ المرقد بالكامل. بحلول أبريل 2009، إعمارت المئذنتين.
وفي خلال الحرب الأهلية الثانية أيضًا، كانت سامراء والعتبة من مراكز الصراع، وقعت تحت الإدارة الأمنية لسرايا الحشد الشعبي وذلك بعد تهديد تنظيم داعش. حيث كانت هناك محاولات لاقتحامها.

## إعادة البناء
أعيد بناء عمارة العتبة عدة مرات عبر التاريخ، والعمارة الأخيرة بدأت للتو بعد تفجيرها مرتين في 2006 و2007.

### الحديثة

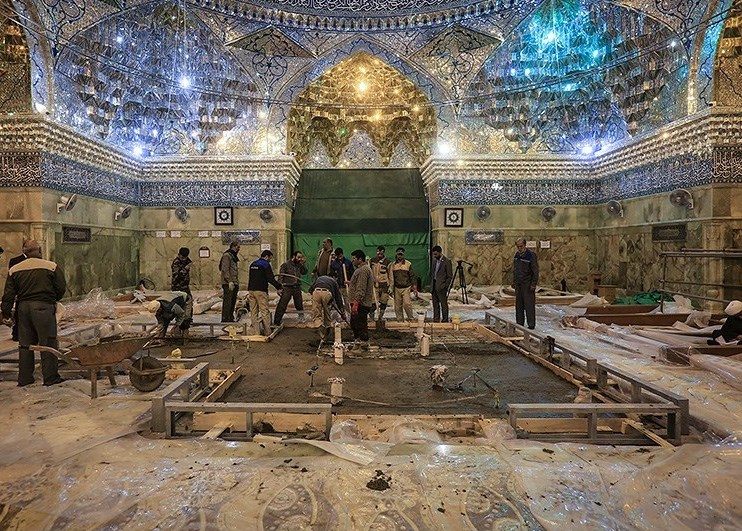
بداية أعمال تنصيب الشباك في 10 أبريل 2017.

في أعقاب تفجير المرقد، أعرب شيوخ ووجهاء المدينة عن استعدادهم لتقديم الإسناد الأمني لجهود الحكومة في إعادة بناء الروضة العسكرية. شددت اليونسكو على التزام المنظمة بالعمل مع حكومة العراق لحماية وترميم التراث التاريخي والروحاني والثقافي لمرقد الإمامين العسكريين. في عام 2006 بدأ مكتب اليونسكو في العراق بتنفيذ مشروع لترميم المرقد، وبدعم من الاتحاد الأوروبي الذي خصص مبلغ 5,4 مليون دولار أمريكي لإعادة بناء الموقع من خلال صندوق ائتمان العراق التابع لمجموعة الأمم المتحدة الإنمائية وحكومة العراق التي ساهمت بمبلغ إضافي قيمته 3 ملايين دولار أمريكي. فشرعت اليونسكو بمهمة ترميمه. وبدأ المشروع فورًا بعد أن عملت السلطات العراقية على تأمين الوضع في المدينة. انضم برنامج الأمم المتحدة الإنمائي للمشروع كشريك من خلال تنفيذ بعض الأنشطة في سامراء لتخفيف التوتر والمساعدة على استعادة سبل كسب العيش.
بدأ تنفيذ المشروع بصورة عاجلة لحماية وتنظيف الموقع وتصنيف وتخزين العناصر المعمارية. تضمنت أنشطة المشروع أيضًا تدريب المعماريين والمهندسين العراقيين على كيفية استخدام المعدات الفنية ومتابعة ورصد الترميم، كما قام المركز الدولي لدراسة صون وترميم الممتلكات الثقافية وشركة UOKLOM التركية بتوفير التدريب. يشهد المرقد بعد إعادة إعماره نشاطًا كبيرًا إذ يستضيف الآلاف من الزوار شهريًا. وتعتبر إعادة البناء الحديثة رمزًا قويًا لتجديد الحس الاجتماعي والانعتاش الاقتصادي ومعاداة الطائفية في العراق ما بعد 2003.
نفذت عدة مشاريع ضمن توسعة العتبة، من جانب لجانات مختلفة عراقية وإيرانية وتبرعات ومؤسسات دينية. شكلت لجنة خاصة لإعادة إعمار المرقد في سامراء. في 28 أغسطس 2015، افتتحت القبة الذهبية للمرقد بعد أن أكملت الملاكات العراقية بناء القبة وطلائها بالذهب والتي بدء العمل بها منذ عام 2009. ثم زاح في صباحَ اليوم الاثنين 26 رجب 1438/ 24 أبريل 2017 الستارُ عن شباك الضريح. وشاركت منظمة كوثر الاقتصادية التابعة للحرس الثوري الإيراني أيضًا، الأمر الذي تسبب في انتقادات من بعض مسؤولين عراقيين.

## العمارة

### الصحون

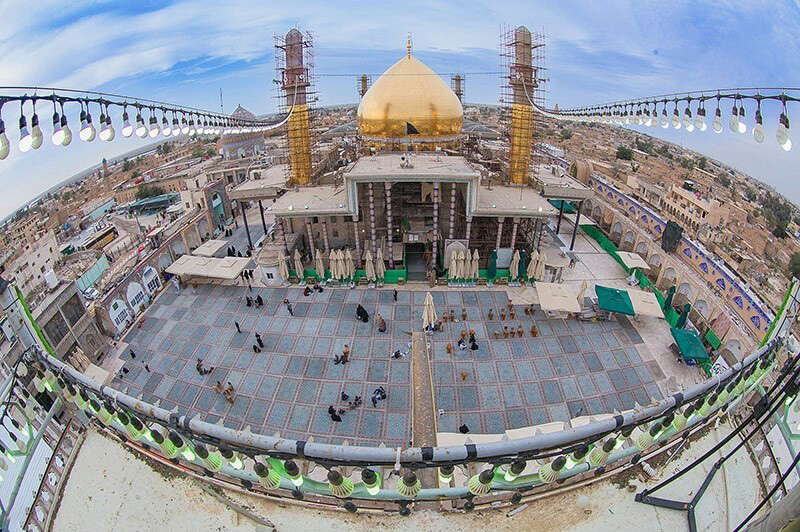
الصحن الكبير كما صور في 27 نوفمبر 2017 وهذا الصحن هو الجامع العسكري غير المسقوف.

الصحن العسكري أو الصحن الكبير هو مربع الشكل، طوله كله 146 مترًا وعرضه 133 مترًا وفيه 45 أيوانًا إجمالًا. ويقيم في الصحن احتفالات ومجالس ومعارض دينية وكذلك تقام صلاة جماعة وخطبة. يتكون مشهد الإمامين العسكريين في عمارته الحالية من الصحن الكبير، 79 × 77 مترًا وفي كل ضلعيه الشرقي والغربي 18 إيوانًا، أما الضلع الجنوبي فقيه 16 إيوانًا. وفي الصحن الثاني مصلى كبير 41 × 38,50 مترًا. أما الصحن الثالث فهو صحن الغيبة 64 × 61,30 مترًا وبجانبه سرداب الغيبة. وفي سرداب الغيبة باب خشبي ما زال باقيًا حتى الآن ومن زمن الخليفة الناصر لدين الله العباسي، وهو مزخرف بنقوش وكتابات فنية بديعة.
أعيد بناء الطارمتين الغربية والشرقية فيه عام 2009، حيث استحدثت الأخيرة في مشروع إعمار العتبة في حين جاءت الأولى كبديل للطارمة القديمة التي كان من مقتضيات تنفيذ المشروع إزالتها بعد أن بُنيت أواخر تسعينيات القرن العشرين وآلت إلى الانهدام بسبب ميلانها وتشكيلها خطرًا على الزائرين، وعدم القدرة على إعمارها. وفي سنة 2016 باشرت الملاكات الفنية والهندسية في العتبة العسكرية بمشروع إعادة تأهيل وترميم الأواوين في الصحن حيث غلفت الجدران القديمة بمادة الطابوق جف قيم والكاشي الكربلائي.

### الأبواب

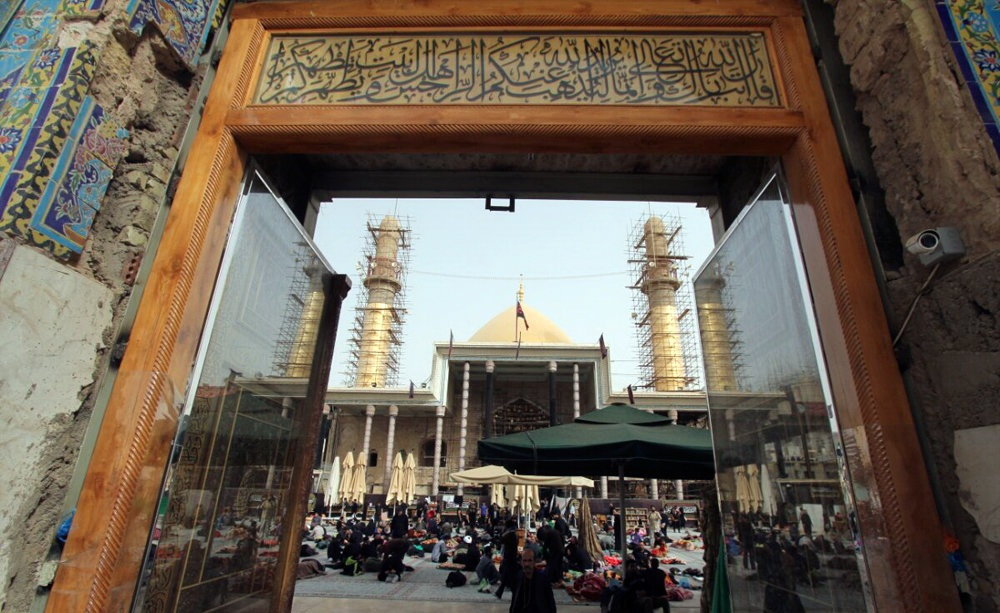
باب القبلة من الأبواب رئيسية للعتبة العسكرية وهو مدخل جنوبي لها.

هناك عدة أبواب تاريخية وحديثة في العتبة العسكرية. منها «باب القبلة» المقابلة إلى شارع باب القبلة وهي باب كبيرة معمولة من الخشب الصاج مزينة بنقوش وحفر منتظم وقد كتب اسم الباب عليها، ويعلو باب القبلة ساعة أثرية غلفت بمادة الألمنيوم الأصفر تعلوها قبة ذاب أبواب مفتوحة وفوقها ميل ينتهي بكلمة الله. ثم «باب المراد»، وهي باب عالية صغيرة الحجم تعلوها نقوش إسلامية من القاشاني الكربلائي تطل عى شارع الجادة. و«الباب المهدي» المطلة على الشارع المعروف بشارع الجادة وهي تشابه باب المراد شكلًا وتنضيمًا كتب عليه باب المهدي في اسفلها دائرة منتظمة كتب لفظ «الله جل جلاله»، تحيط بها دائرة صغيرة أيضًا مزخرفة بألوان زاهية تعلوها جمعيًا كلمة بسم الله الرحمن الرحيم، وهناك أيضًا باب حديدية يصل الداخل منها إلى المسجد الكبير وهو جزء من الصحن العسكري. والباب الرابع هي «باب السلام» المطلة على شارع الكليدار.
توجد داخل الروضة أربعة أبواب من الفضة الخالصة تصل إلى أواوين الزوار لأقامة الصلاة والاستراحة ويتصل أحد الأبواب بجامع العسكري.
سميت أحد أبواب العتبة باسم «باب الدخول» ضمن مشروع إعادة اعمارها في سنة 2017، صنع من بالصاج البورمي ذو المواصفات العالية في مقاومة الظروف الطبيعية بارتفاع 4 متر وعرض 3 متر وغُلف بعدها بطبقةٍ من الذهب الخالص وبصياغةٍ فنية نُقش عليها آيات من القرآن واحاديثٌ للإمامين العسكريين واستدلت على مادة المينا الزرقاء وغلف الباب بمادة زجاج التفل وعزلت بنوع خاص من السيلكون، حيث يُقدر وزن الباب بأكثر من طن ونصف ثبت على جدار الروضة بأدوات تثبيت صُنعت يدويًا بطريقة الصب.

### القبة الذهبية
أنّ أوّل من بنى القبّة للعتبة العسكرية هو معزّ الدولة أحمد بن بويه سنة 335 هـ في العمارة الثالثة، وأنّ الأمير أرسلان البساسيري بناها بالجص والآجر وجعلها كبيرة شاهقة في العمارة الخامسة، ثم السلطان حسين قلي خان الدنبلي كساها بالقاشاني في العمارة الثانية عشرة والظاهر أنّ القاشاني كان رماديًا قبل تذهيب القبّة بأمر ناصر الدين شاه فرصفها بصفايح الذهب وأرسل عبد الحسين الطهراني لإتمام هذه الخدمة. وكان مكتوب على ظاهرها سورة الفتح والكتابة كالنطاق، ومكتوب عليها اسم ناصر الدين شاه، وكان استدارة القبّه ستّا وتسعين خطوة وهي أكبر قباب الأئمّة الاثنا عشر. كان باطن القبّة مرصّعا بالمرايا ذوات أشكال هندسيّه ونجارة بديعة مكتوب عليها أسماء الأئمّة الاثنا عشر، والكتابة كالنطاق غير أنّ كلّ اسم من أسمائهم في طرّة لوزيّة كرّرت مرّتين بهذه الصورة « اللهمّ صلّ على محمّد، اللهمّ صلّ على فاطمة.. الخ» وتحت هذه الكتابة أبيات فارسيّة وتحت هذه الأبيات سورة الإنسان والقدر والنبأ بقلم أصفر جلي عربي، والكتابة كالنطاق ثلاث دورات، وتاريخ ترصيع داخل القبّة 1260 هـ، ثمّ احتاجت إلى بعض الترميمات في سنة 1361 هـ فتصدّى لترميمها جماعة من أهل طهران فأنفقوا له ما لا يقلّ عن ثلاثمائة دينار عراقيّة آنذاك فعادت كهيئتها الأولى.

### مسجد المهدي والسرداب

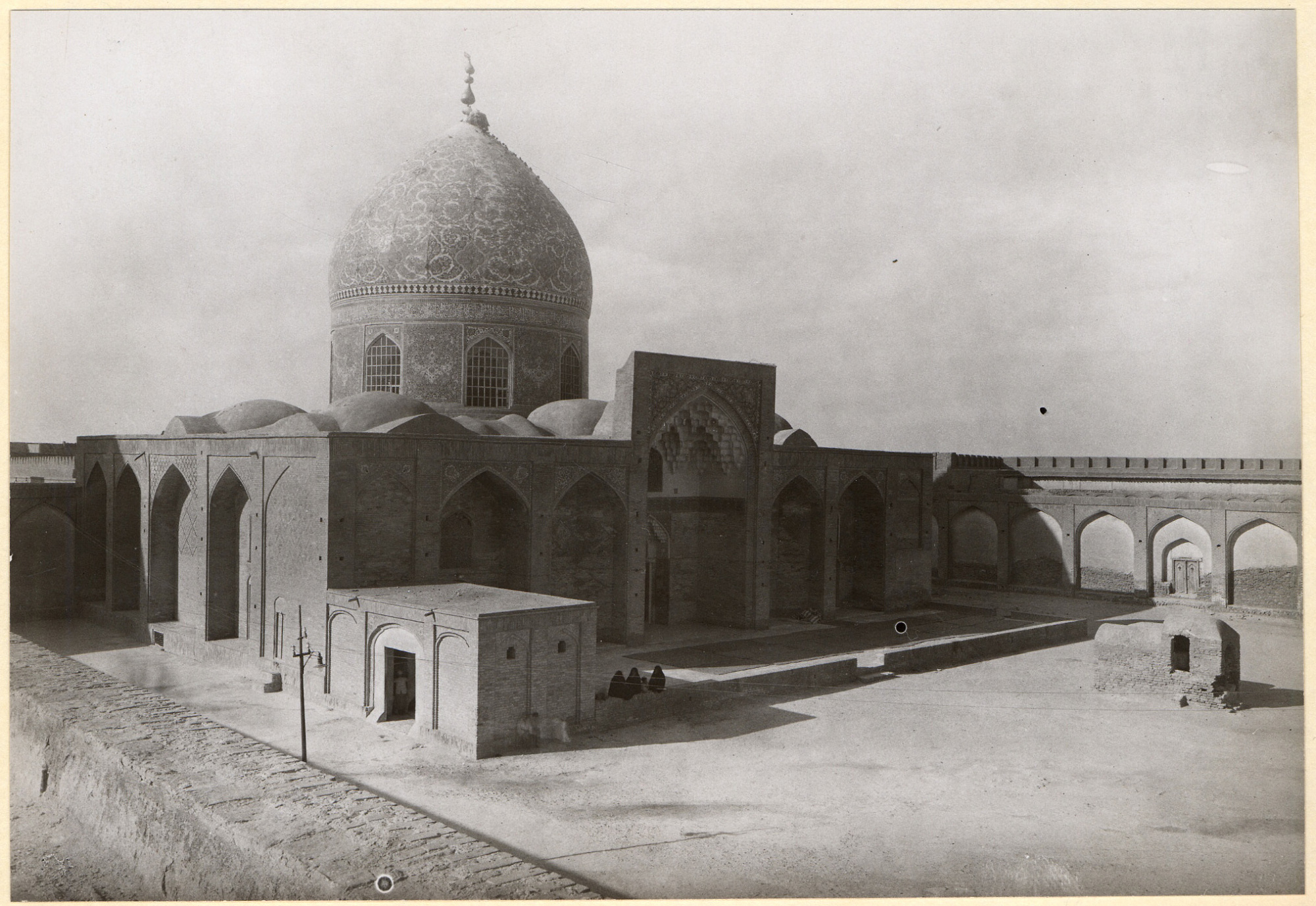
قبة مسجد الصاحب وهو مقام المهدي ضمن مجموعات العتبة العسكرية وحيث يقع سرداب دار الأئمة الثلاثة داخلها، حوالي سنة 1912.

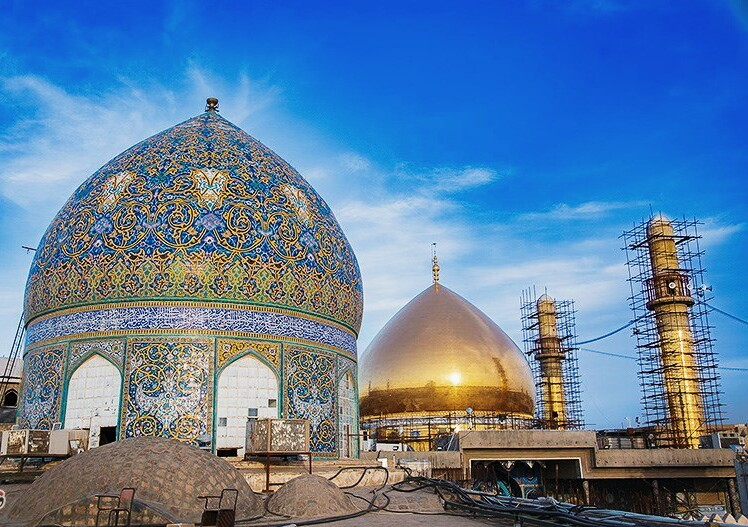
قبة مسجد الصاحب بالقاشاني بعد تجديد عمارتها الأخيرة.

هو سرداب أثري يقع في الجهة الغربية من مرقد. تأتي أهميته كونه سرداب الدار التي سكنها ثلاثة من الأئمة الاثنا عشر الذين كانوا يلجأون إليه من حرارة الصيف، ويوجد به محراب وهو مسجد، يعرف أحيانًا بمسجد الصاحب أو المهدي. قد شيد بيد أبناء العامّة من أهل سامرّاء وكانوا يقيمون فيه الجمعة والجماعة، وعليه قبّة عالية ملوّنة بالقاشاني ذي الألوان، وهذا البناء من الآثار الباقية للأمير حسين قلي خان بن أحمد خان الدنبلي. كما يّذكر بأنّ علة نسبة الغيبة إلى السرداب لكونه المكان الآخير الذي شوهد فيه محمد المهدي قبل غيبته. إنّ أحمد الناصر لدين الله، هو الذي أمر بعمارة السرداب وجعل على الصفّة التي فيه شبّاكا من خشب ساج منقوش عليه:
ونقش أيضًا على الخشب المذكور من طرف داخل الصفّة كالنطاق:
فالمصراع من طرف اليمين لمن يدخل في الصفّة ثمانية أشبار طولًا، وعرضه شبران، وكذا المصراع الثاني، وهذا الخشب من التحف والآثار الثمينة العباسية. لا يرتبط هذا السراب بغيبة المهدي عند الشيعة، وليس سبب اشتهاره بسرداب الغيبة لأنّ المهدي غاب فيه كما زعم البعض، «بل لأنّ بعض الأولياء تشرّف بخدمته»، وحيث أنّ مبيت الثلاثة من الأئمّة ومعبدهم في طول المدّة فصار من البقاع المقدسة.
يقع السرداب في غربي صحن العسكريّين من جهة الشمال، وقد طرأت عليه العديد من الإصلاحات، ومرّ عليه بعض العمارات والتغييرات في بعض جوانبه. كان هذا السرداب داخل البيت وطريقًا في البناء القديم من وراء مرقد العسكريّين عند قبر أمّ المهدي الذي صار داخل الرواق، «وكان الزائر بعد زيارة العسكريّين ينزل في الدرج ويمشي في أزجّ حتّى يدخل السرداب من جهة قبلته، وكان الأمر كذلك إلى حدود عام اثنين ومأتين بعد الألف، فلمّا تصدّى لعمارة هذه البقعة المباركة الملك المؤيّد أحمد خان الدنبلي جعل للسرداب بابا من جهة الشمال وسدّ باب القبلة، وكان الباب من أثمن الأخشاب إلى عصرنا هذا، فأنفق سهم الملك القاجاري مبلغًا جزيلًا لجعله بابًا فضّيًا فقعلوا الباب الخشبي ونصبوا مكانه بابًا فضّيًّا ونصبوا الخشبي على باب المسجد الذي كان على عرش السرداب وهو اليوم له عشرة درجات مفروشة بالرخام الصقيل، فينزل الزائر منها إلى رحبة لا يقلّ طولها عن ثلاثة عشر ذراعًا، والباب المشبّك الخشبي المنصوب على الصفّة في السرداب المقدّس في يومنا هذا من الآثار الباقية للإمام المستنصر العبّاسي، وقد عمله في سنة ستّ وستّمائة».
زار سامراء الفقيه الجعفري والموسوعي السيّد محسن الأمين العاملي حوالي سنة 1933 خلال رحلته العراقية الإيرانية، وذكر بعض التفاصيل عن العتبة خصوصًا السرداب، حيث قال: «وفيها قبر الإمام علي بن محمد الهادي وابنه الحسن ابن علي العسكري .. وفيها قبرا حليمة أخت علي الهادي ونرجس زوجة الحسن العسكري وأم المهدي وعلى الجميع قبة عظيمة كسيت بالذهب الأبريز كأنها الجبل الشاهق، وفيها السرداب المسمى سرداب الغيبة وهو سرداب الدار التي سكنها العسكريان والمهدي صاحب الزمان  وذلك أن اتخاذ السراديب في الدور أمر متعارف في العراق يأوي إليها الناس وقت الظهيرة توقيًا من الحر فكان هذا السرداب لهذه الدار كسائر سراديب دور العراق يتقي به الأئمة الثلاثة الحر وقت الظهيرة ويقيمون فيه في ذلك الوقت وكان له طريق تحت الأرض من دار الإمامين التي هي محل دفنهما وبقي هذا الطريق بعد دفنهما فيها فكان الزوار يخرجون من الحضرة الشريفة في ذلك الطريق حتى يصلوا إلى باب السرداب فيدخلوه كما تدل على ذلك بعض كتب المزارات ثم سد ذلك الطريق وفتح للسرداب باب ملاصق له وصار يمشى إليه من الحضرة الشريفة على وجه الأرض... ومن زعم أن الشيعة تقول بوجود الإمام الثاني عشر في السرداب وغيابه فيه فقد أخطأ..».

### الإيوان والمأذنتين

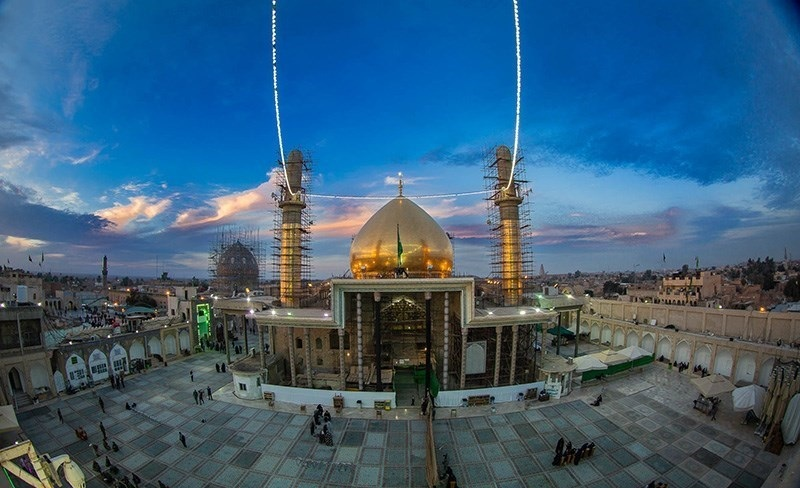
الإيوان والمأذنتين للعتبة العسكرية في حين إعادة الإعمار.

البهو الذي يعرف باسم الإيوان والطارمة مرتفع عن أرض الصحن قدر متر ويبلغ طوله ثلاثة وثلاثين مترًا وعرضه عشرة أمتار مفروش بالرخام، ولا يقلّ ارتفاعه عن عشرة أمتار مفروش بالرخام، وجدرانه قدر متر ونصف مكسوّة بالرخام، والباقي بالقاشاني ذي الألوان. كان مكشوفًا مثل بهو العتبة العلوية في النجف، فقام بتسقيفه أحد زعماء الفرات الشيخ عبد الواحد فأنفق أموالا حتّى سقّفه. في ركنيه مأذنتان مرصّعتان بالقاشاني أيضا ذي الألوان، ارتفاع كلّ واحد منهما لا يقلّ عن خمسة وعشرين مترًا، مكتوب عليهما بسم الله الرحمن الرحيم والكتابة كالنطاق على حدّ وقوف المؤذّن، وهما مكشوفتا الرأس بخلاف مآذن سائر العتبات فإنّها مسقّفات، ومن أعلاهما إلى أسفلهما مطلّى بالذهب بعد تذهيب القبة. الأيوان الذي يدخل منه الزائر إلى الرواق في وسط هذا البهو سقفه مطلّى بالجصّ الأبيض، وجدرانه مزدانة بالمرايا ذوات أشكال هندسيّة مختلفة، وعلى جبهة الأيوان مكتوب اسم أحمد خان الدنبلي بلون أصفر جلي، وسائر الكتابة بلون أبيض وأحرف عربيّة «غير أنّ تاريخ الكتابة متأخّر عن وفاة أحمد خان الدنبلي بسبعين سنة، ويدلّنا هذا التاريخ على أنّ القاشاني كان متأخّرًا عن عمارة أحمد خان، وأنّ المولى محمّد رفيع ابن محمّد شفيع الذي كان متولّيا على الإطلاق واسمه مكتوب أيضا في الكتابة المشار إليها عمّره وزيّنه في السنة المذكورة».

### الروضة والأروقة

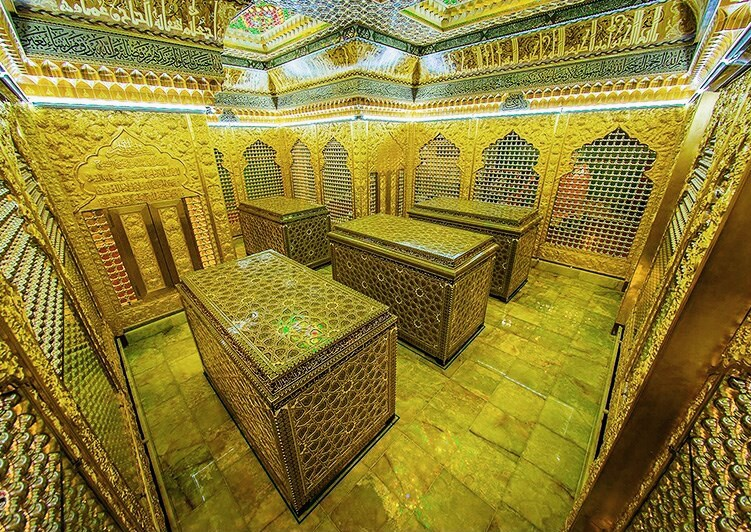
صورة من داخل صندوق الضريح في العتبة العسكرية ومعظم تلك المقابر يعود إلى الأسرة الموسوية الهاشمية من أهل البيت النبي محمد المبجلّة عند المسلمين الشيعة الإثني عشريون خاصتًا. هذه القبور الأربعة المرتبطة بالإمامين علي الهادي وابنه الحسن، وحكيمة بنت محمد الجواد ونرجس والدة المهدي.

يحاط الرواق بسور ارتفاعه لا يقلّ عن عشرة أمتار كما أنّ الصحن من ثلاث جهات يحيط به، وسِعة استدارته لا يقلّ عن سبعين مترًا، وهو مستطيل الشكل ومفروش بالرخام الصقيل، وكذا جدرانه مقدار قامة. أمّا باقي الجدران والسقوف فالذي هو من جهة القبلة فمرصّع بالمرايا ذات أشكال هندسيّة مختلفة ونجارة. وأمّا الذي من جهة الغرب والشرق والشمال فمطلّى بالجصّ الأبيض مقبرة الدنابلة تقع على جهة يمين الداخل إلى الرواق في الصفة الأولى الشماليّة، وكان للرواق باب من النحاس الأصفر إلى سنة 1343 هـ يدخل منه الزائر إلى الرواق فأبدل بالباب الفضّي. وكان محمّد حسين الرشتي قد أنفق عليه ثلاثة عشر ألف روبية إنكليزيّة، وهو أثمن الأبواب، ثمّ أبدلت بأبواب من الذهب والفضّة وأغلاها، وقد كتب على حواشي المصراعين عدّة أبيات عربيّة وفارسيّة. ارتفاع الروضة مثل ارتفاع الرواق وهي مربّعة الشكل محيطة بالقبر، وهي المعروفة بـ «الحضرة» و«الحرم»، تكون ساحتها من الشمال إلى الجنوب نحو اثنين وعشرين مترًا، ومن الشرق إلى الغرب كذلك، وجدرانها من الأرض إلى ذراع فوق القامة مكسوّة بالرخام الصقيل، كما أنّ أرضها كذلك وما فوق القامة من جدرانها إلى تمام السقوف مغشّى بالمرايا الملوّنة والنجارة الهندسيّة البديعة والفسيفساء، وبها كتابات ثلاث كالنطاق بلون أصفر عربيّ جليّ هي سورة الإنسان والقدر والنبأ، وفوق ذلك كلّه أسماء الأئمّة الإثني عشر والنبيّ محمد وفاطمة بهذا النمط: « اللهمّ صلّ على النبيّ صلى‌ الله ‌عليه‌ وآله، اللهمّ صلّ على فاطمة، اللهمّ صلّ على عليّ...إلى آخر الأئمّة» وهذا كالنطاق داخل القبّة مرّتان. في حواشي ذلك أبيات فارسيّة في مدح أهل البيت كما أنّ في أسفل الكتابات أيضًا عدّة أبيات.

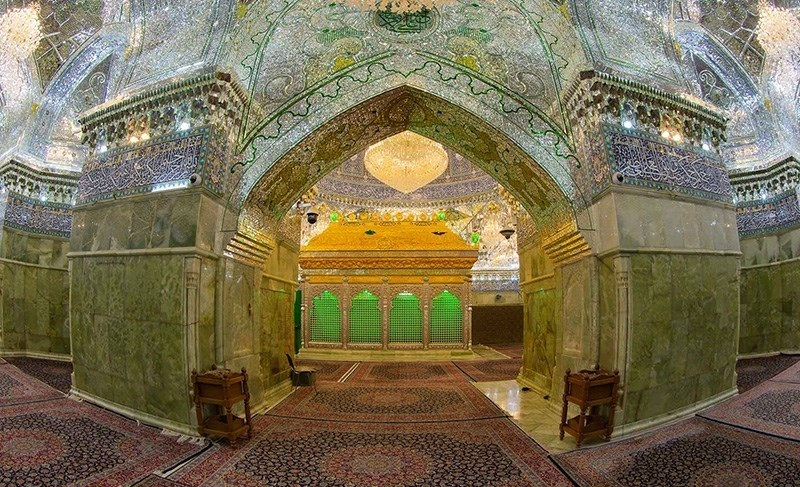
الزخرفة الداخلية المحيطة بضريح العسكريين، واستخدام فن آينه كاري الفارسية فيها.

وللروضة العسكرية أربعة أبواب: اثنان من جهة الشمال وهما خلف قبر العسكريّين لا ينفذان إلى الرواق، خلفهما شبّاك من النحاس الأصفر، واثنان من جهة القبلة، وهذان البابان من الفضّة كلّ واحد منهما أثمن من باب الرواق، ومن هذين البابين الخروج والدخول إلى الحضرة، وفي وسط هذه الرحبة ضريح العسكريّين ونرجس وحكيمة وقد وضع على كلّ واحد صندوق من الخشب الساج مرصّع بالعاج المنقوش محاط بشبّاكين: الأوّل ما يلي الصندوق الخشبي من الفولاذ الذي كان من الآثار الباقية للسلطان حسين الصفوي، والثاني من الفضّة، ونصب الشبّاك الفضّي في شهر صفر سنة 1360 هـ، وكان أصل الشبّاك موضوعًا على الحضرة الحسينيّة فنقل من كربلاء إلى سامرّاء بعد إصلاحه. ثمّ أبدل ذاك الشبّاك بشبّاك جديد فضّيّ مذهّب، وعلى هذا البناء تكون القبّة المعظّمة ظاهرها مصفّح بصفائح الذهب الخالص ومرتفعة ومكتوب في ظاهرها سورة الفتح.
وعن صندوق ضريح، نصب الشبّاك الفضّي على المرقد في شهر صفر سنة 1360 وكان بادئ الأمر منصوبًا على مرقد الحسين في كربلاء فلمّا بدل بالجديد حمل العتيق إلى سامرّاء بعد إصلاحه، وكان محمّد الطهراني يبذل جهده لتكميله وتزيينه.

## مكانتها الإسلامية

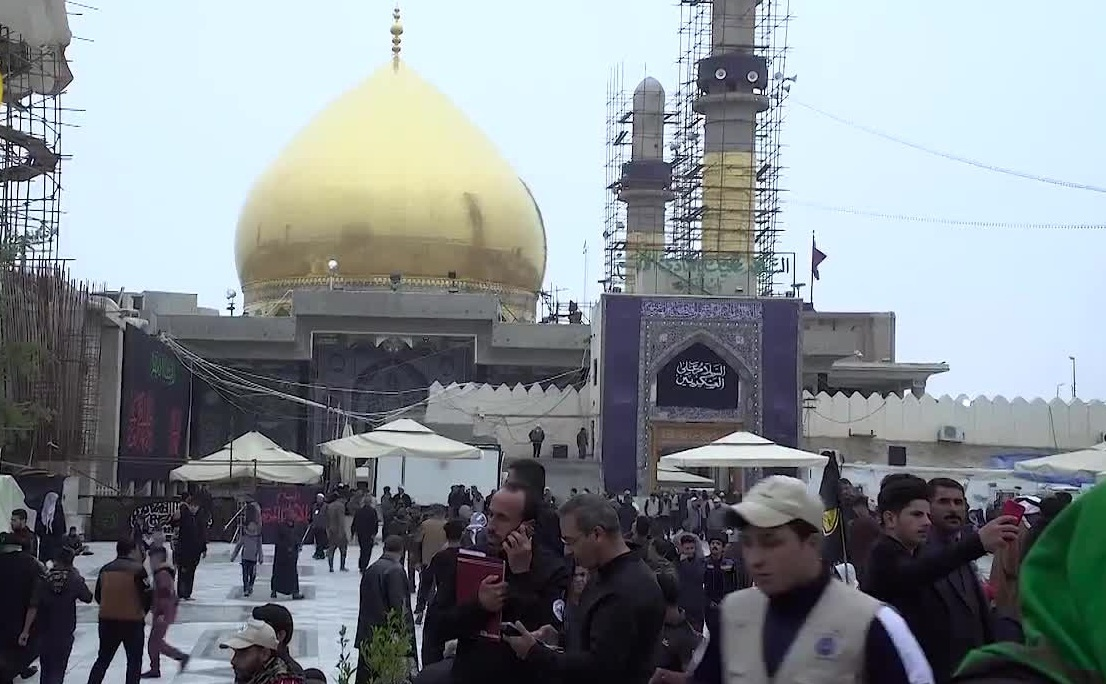
العتبة العسكرية في أحد الأيام الخاصة لدى الشيعة الاثني عشرية، 2018.

تعتبر سامراء مدينة مهمة في التاريخ الإسلامي وقد أشار العديد من الرحالة إلى مساجدها ومشاهدها في نصوصٍ مختلفة. تعد العتبة العسكرية من الآثار الإسلامية البارزة فيها، وهناك وجهات نظر مشتركة لدى الطوائف الإسلامية حولها. تعد عند السّنة «مسجد»، وتُسمى «مسجد الروضة» أحيانًا. ذكرها أبو الحسن الهروي في كتابه «الإشارات إلى معرفة الزّيارات» في قسم سامراء حيث قال: «بها الإمام علي بن محمد الهادي، ولد بالمدينة، عاش خمسا وسبعين سنة، وبها الإمام الحسن بن علي العسكري ، وبها الإمام الحجة محمد بن الحسن المنتظر  مولده سر من رأى، عمره سبحان عالم الغيب والشهادة قبره الله يقضى حيث يشاء. وبها من الخلفاء الراشدين  الإمام المتوكل، والإمام المنتصر، والإمام المعتز، والإمام المهتدي، والإمام المعتمد، والإمام الواثق ». وقد ذكر أبو سعد السمعاني في كتابه «الأنساب»: «فمن عسكر سامرا أبو محمد الحسن بن علي بن محمد بن علي بن موسى بن جعفر بن محمد بن علي بن الحسين بن علي بن أبي طالب -- العسكري العلويّ، كان يسكن سر من رأى، وهو أحد من يعتقد فيه الشيعة الإمامة، وهو أحد الاثني عشر الذين يعتقدون في إمامتهم، وكانت ولادته في سنة إحدى وثلاثين ومائتين، ووفاته في شهر ربيع الأول سنة ستين ومائتين بسر من رأى، ودفن بجنب أبيه».
وفقًا لما جاء في أحد تقارير مجلة تايم كتبه بوبي غوش، فإنّ العتبة العسكرية لها مكانة خاصة غير طائفيًا، حيث ذكر: «حتى السنة في سامراء يقدّرون العسكريين تقديرًا كبيرًا. يستخدم عبارة «أقسم بالضريح» بشكل روتيني من قبل الطائفتين».
أمّا عند الشيعة الإثناعشريين، تعتبر العتبة العسكرية مقدسة ومقصدًا يزار. ذكرت عدة روايات حولها وزيارتها، منها:
| العتبة العسكرية | قال أبو الحسن : قبري بسرّ من رأى أمانٌ لأهل الخافقين | العتبة العسكرية |

وأيضًا:
| العتبة العسكرية | قال لي أبو محمد الحسن بن علي : قبري بسرّ من رأى أمانٌ لأهل الجانبين | العتبة العسكرية |

وقد روى محمد بن الحسن الطوسي بالإسناد عن أحمد بن عبيد الله المنصوري، عن عم أبيه، في حديث طويل، قال: «قلت للإمام الهادي : يا سيدي، تعلمني دعاء أختص به من الأدعية؟ فقال : هذا الدعاء كثيرًا ما أدعو الله به، وقد سألت الله أن لا يخيب من دعا به في مشهدي بعدي، وهو: يا عدتي عند العدد، ويا رجائي والمعتمد، ويا كهفي والسند، ويا واحد يا أحد، يا قل هو الله أحد، أسألك اللهم بحق من خلقته من خلقك، ولم تجعل في خلقك مثلهم أحدًا، أن تصلي عليهم وتفعل بي كيت وكيت» وهناك نصوص خاصة عندهم لزيارة الإمامين.

### دعاء لإمامين

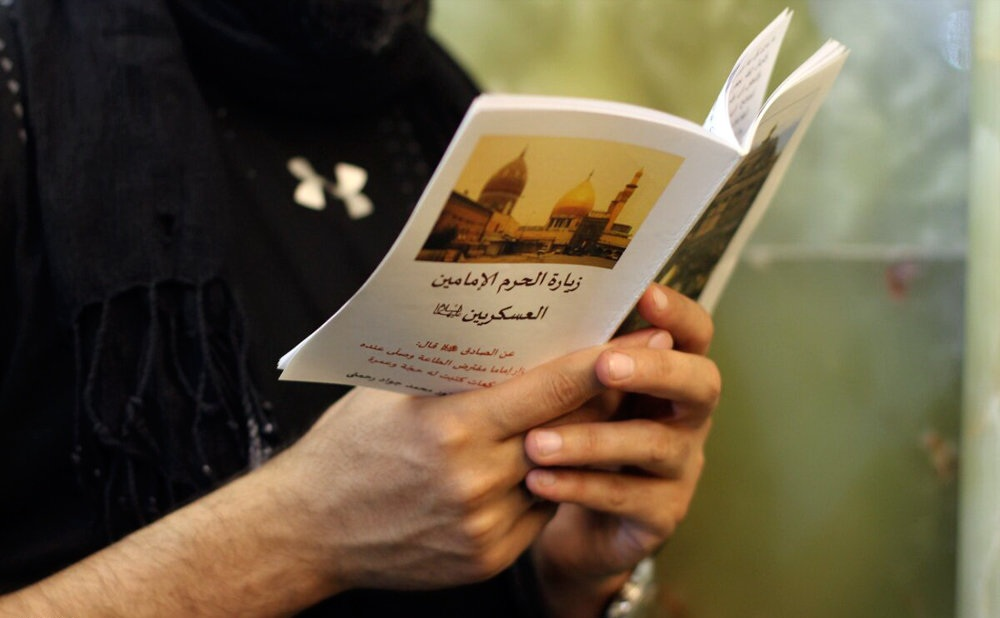
زائر مسلم إثناعشري يحمل كتابًا خاصًا للأدعية خلال زيارته للعتبة العسكرية التي تعتبر من المقامات الشريفة عند الشيعة الإثنا عشرية ومقصدًا للزيارة الإسلامية.

هناك العديد من الأدعية عند زيارة مشهد العسكريين التي ذكرتها مختلف العلماء الشيعة، منهم ابن قولويه القمي في كامل الزيارات « في ذكر وداع الإمامين العسكريين صلوات الله عليهما»:
| السلام عليكما يا وليي الله، السلام عليكما يا حجتي الله، السلام عليكما يا نوري الله، السلام عليكما وعلى آبائكما وعلى أجداد كما وأولادكما، السلام عليكما وعلى أرواحكما وأجسادكما، السلام عليكما سلام مودع لا سئم ولا قال ولا مال ورحمة الله وبركاته، السلام عليكما سلام ولي غير راغب عنكما، ولا مستبدل بكما غير كما، ولا مؤثر عليكما، يا ابني رسول الله صلى الله عليه وآله أستودعكما الله وأسترعيكما وأقرأ عليكما السلام آمنت بالله وبالرسول، وبما جاء به من عند الله. اللهم صل على محمد وآل محمد، واكتبنا مع الشاهدين، اللهم لا تجعله آخر العهد مني، وارددني إليهما، وارزقني العود ثم العود إليهما ما أبقيتني، فان توفيتني فاحشرني معهما ومع آبائهما الأئمة الراشدين. اللهم صل على محمد آل محمد، وتقبل عملي واشكر سعيي وعرفني الإجابة في دعائي، ولا تخيب سعيى، ولا تجعله آخر العهد مني، وارددني إليهما ببر وتقوى، وعرفني بركة زيارتهما في الدنيا والآخرة، اللهم صل على محمد وآل محمد، ولا تردني خائبا ولا خاسرا، وارددني مفلحا منجحا مستجابا دعائي، مرحوما صوتي، مقضيا حوائجي، واحفظني من بين يدي، ومن خلفي وعن يميني وعن شمالي، واصرف عني شر كل ذي شر، وشر كل دابة أنت آخذ بناصيتها، إن ربي على صراط مستقيم. |
| —كامل الزيارات، ابن قولويه القمي |

### استخدامها كمدفن
دفن الكثير من العلماء والفقهاء الإثناعشريين حول الحضرة العسكرية خاصة إيرانيو العراق في القرنين التاسع عشر والعشرين الميلادي، منهم: محمد إبراهيم النوري، حسين البهبهاني، ومحمد حسين الزرقاني، وحسين الإصفهاني، ومحمد مهدي الكازروني، وشريف التويسركاني، ومحمود الطهراني، وعبد الحميد اللاري، ومهدي بن عبد الكريم الشيرازي، وأسد الله الشيرازي، وأخوه محمد حسن، وعزيز الله الطهراني، وعلي أكبر الترشيري، ومحسن الزنجاني، وحسين الهندي، ومحمد حسين بن خليل الله الشيرازي.
وفي العصر الحديث، استمرت سدانة العتبة بيد السادات الهاشمين من أهالي سامرّاء،ومتوليها السيد علي الرضا الكليدار الذي كان عميداً عام للسادة الأشراف الهاشميين ورئيساً لمدينة " سر من رأى" فلمّا توفّي حل مكانه ابنه السيّد حسن، ثمّ توفّي فجأة في ربيع الأوّل سنة 1354/ يوليو 1935 ودفن في الرواق فقام بمكانه ولده الأكبر السيّد بهاء الدين لأشهر ثم توفي وحل مكان اخوه الأصغر السيد قوام الكليدار خلفاً للسيد حسن والدهم حيث كان يتمتع بقدسية وعلمية يضاهي بها رجالات الدين في زمانه واسس المدرسة العلمية في سامراء وكذلك المكتبة العلمية وكان مفتياً علمياً وحكماً عشائرياً ويجلس في مضافته كافة شيوخ العشائر ورجال الدين وهي أول مضافة في المدينة حيث ينزل فيها الزائرين وفيها مطبخ خاص لتوزيع الطعام وكذلك احياء المراسيم الدينية ومرور مواكب التشابيه ومبيتها وخدمة زوار الإمامين العسكريين 'ع' توفي سنة ١٩٦٩ ميلادي
أما في أيام الجمهورية العراقية البعثية (1968-2003)، كانت الحكومة تسيطر على الجزء الأكبر من الأوقاف الإسلامية المهمة من خلال وزارة الأوقاف والشؤون الدينية. حل محلها ديوان الوقف السني والشيعي في 2003. نصّ قانون 2005 على إنشاء منصب الأمين العام في كل واحدة من العتبات الخمس الأساسية في العراق: العتبة العلوية في النجف، والعتبتين الحسينية والعباسية في كربلاء، والعتبة الكاظمية في بغداد، والعتبة العسكرية في سامراء. وكان لمكتب المرجع الأعلى علي السيستاني، دورٌ في تعيين الأمناء العامين الذين كان بعضهم ممثّلين عنه. بعد تفجير القبة العسكرية في 22 فبراير 2006 تنازل رئيس الوقف السني آنذاك أحمد عبد الغفور السامرائي عن إدارتها ليتحول المرقد بأمر من رئيس الوزراء إبراهيم الجعفري إلى الوقف الشيعي مؤقتًا، على أساس أن يتحول لاحقًا إلى وقف مستقل. وهناك انتقادات عديدة حول هذا التحويل وكلا طرفين، وكيفية إدارة الديوان الوقف الشيعي للعتبة حتى وصل إلى رفع الدعوى القضائية في 22 يناير 2018.
وفي عقد 2010 اصبح التنافس بين الوقفين السني والشيعي على إدارة المراقد الدينية في محافظة صلاح الدين وخصوصًا العتبة العسكرية. يحتج ديوان الوقف السني باعتبارها كانت تحت إدارته منذ زمن بعيد وهي تقع في منطقة ذات أغلبية سنية، ولم تحصل أي مشاكل في مراحل سابقة في هذا الأمر حين كان يؤمها الزائرون من مختلف مدن العراق وخارجه. واتهموا ناشطو السنة السامرائيون السلطات الشيعية بمحاولة تغيير التركيبة الطائفية للسكان من خلال توسيع المسجد العسكري بشراء المساكن والمتاجر المحيطة به وهدمها. في حين أن الدستور الجديد للبلاد كتبه سياسيون سنة وشيعة واقليات اتفقوا على إحالة كافة المراقد لآل البيت الاطهار عليهم السلام إلى الوقف الشيعي ولم يكن هناك اعتراض أو خلاف من قبل سياسيون يمثلون المكون السني ولكن ملف العتبة العسكرية كان محضر خلافات معقدة وحكومات الأحزاب تفرض نفسها في المحاصصة واصبحت العتبة تحت تصرف الوقف الشيعي ولكن مازال الحق الارثي والشرعي لأسرة آل السيد قوام بن السيد حسن بن السيد علي الرضا السدنة بالتوارث رغم تهميش دورهم بعد الاحتلال الأميركي وقبله ايام حكم البعث في العراق الذي اعتقل السيد أسامة والد السيد الكليدار وهو الذي يعرف بالوريث للسدانة "السيد عثمان بن السيد أسامة بن السيد قوام بن السيد حسن بن السيد علي الرضا الكليدار"
وهو «كليدار سامراء المقدسة» وسادن ضريح الإمامين العسكريين "عليهما السلام" بالحق الشرعي وبتأييد مراجع الشيعة وحوزاتها ومجمع علماء وافتاء أهل السنة وشهرته بين وجهاء العراق والدول العربية والإسلامية خلفاً لجده ومن جانبه الوقف الشيعي قد كلف الشيخ ستار المرشدي بالإمامة في الصحن الشريف وإقامة الصلاة فيه وتم إنهاء تكليف "الشيخ المرشدي" وبعد تداعيات ملف شراء الدور المجاورة الصحن العسكري من الأهالي واخفاقات من وكل بالوساطة لشراءها والتلاعب بالاسعار لم يكن سادن سامراء بموقف المتفرج بل أخذ على عاتقه اشعار المرجعية الدينية في الحوزة العلمية في النجف للوقوف على حقيقة ما يجري وانهاء تلك الإجراءات التي تشوه صورة القائمين على المرقد الطاهر وتم حسمها وتشكيل لجنة إدارية تشرف على ذلك وإسناد الإمامة بشكل دوري لثلاثة شيوخ من الحوزة العلمية.(1968-2003)، كانت الحكومة تسيطر على الجزء الأكبر من الأوقاف الإسلامية المهمة من خلال وزارة الأوقاف والشؤون الدينية. حل محلها ديوان الوقف السني والشيعي في 2003. نصّ قانون 2005 على إنشاء منصب الأمين العام في كل واحدة من العتبات الخمس الأساسية في العراق: العتبة العلوية في النجف، والعتبتين الحسينية والعباسية في كربلاء، والعتبة الكاظمية في بغداد، والعتبة العسكرية في سامراء. وكان لمكتب المرجع الأعلى علي السيستاني، دورٌ في تعيين العامين الذين كان بعضهم ممثّلين عنه. بعد تفجير القبة العسكرية في 22 فبراير 2006 تنازل رئيس الوقف السني آنذاك أحمد عبد الغفور السامرائي عن إدارتها ليتحول المرقد بأمر من رئيس الوزراء إبراهيم الجعفري إلى الوقف الشيعي مؤقتًا، على أساس أن يتحول لاحقًا إلى وقف مستقل. وهناك انتقادات عديدة حول هذا التحويل وكلا طرفين، وكيفية إدارة الديوان الوقف الشيعي للعتبة حتى وصل إلى رفع الدعوى القضائية في 22 يناير 2018.
. السدانة والإدارة

## السدانة والإدارة

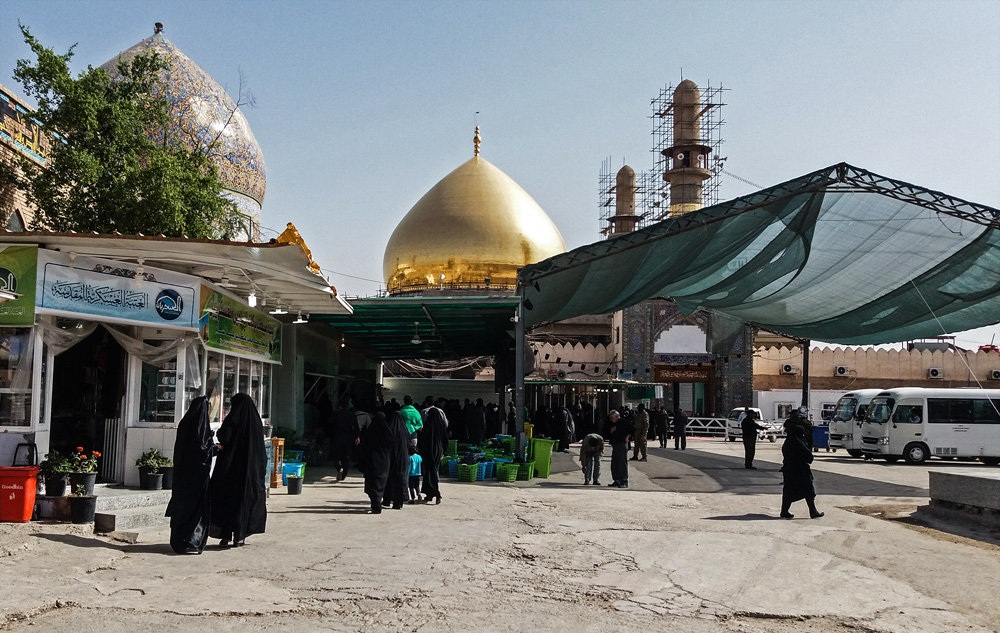
يتولى ديوان الوقف الشيعي إدارة العتبة العسكرية منذ 2006 ولكن المتولي بالحق الشرعي للسدانة هو حفيد السيد قوام بن السيد حسن بن المرجع السيد علي الرضا الكليدار الرضوي وهم ينتمون إلى فرع من فروع الهاشميين من ذرية الامام الحسين بن الامام علي امير المؤمنين "عليهما السلام"

أنّ معزّ الدين أحمد بن بويه رتّب القوام والسدنة للعتبة العسكرية وكانت السدانة بيد من في الدار ومنهم مسؤول عنها ويخدم إلى سنة 328 هـ/ 940 م، فلمّا دخل معزّ الدولة سامرّاء زائرًا سنة 337هـ/ 948 م رتّب عمرانها لأنّ أهل الدار انتشروا.
وفي العصر الحديث، استمرت سدانة العتبة بيد السادات الهاشمين من أهالي سامرّاء،ومتوليها السيد علي الرضا الكليدار الذي كان عميداً عام للسادة الأشراف الهاشميين ورئيساً لمدينة " سر من رأى" فلمّا توفّي حل مكانه ابنه السيّد حسن، ثمّ توفّي فجأة في ربيع الأوّل سنة 1354/ يوليو 1935 ودفن في الرواق فقام بمكانه ولده الأكبر السيّد بهاء الدين لأشهر ثم توفي وحل مكان اخوه الأصغر السيد قوام الكليدار خلفاً للسيد حسن والدهم حيث كان يتمتع بقدسية وعلمية يضاهي بها رجالات الدين في زمانه واسس المدرسة العلمية في سامراء وكذلك المكتبة العلمية وكان مفتياً علمياً وحكماً عشائرياً ويجلس في مضافته كافة شيوخ العشائر ورجال الدين وهي أول مضافة في المدينة حيث ينزل فيها الزائرين وفيها مطبخ خاص لتوزيع الطعام وكذلك احياء المراسيم الدينية ومرور مواكب التشابيه ومبيتها وخدمة زوار الإمامين العسكريين 'ع' توفي سنة ١٩٦٩ ميلادي
أما في أيام الجمهورية العراقية البعثية (1968-2003)، كانت الحكومة تسيطر على مفاصل المؤسسات الدينية المهمة من خلال وزارة الأوقاف والشؤون الدينية. والتي نصبت أحد رجالات نائب رئيس الجمهورية في حكومة البعث المدعو عزت ابراهيم الدوري وهو السيد رياض صفاء بهاء الكليدار والذي يحمل رتبة عقيد في جهاز المخابرات العراقية والذي توفي بعد الاحتلال باربع سنوات وبعد أن حل محل وزارة الأوقاف والشؤون الدينية "ديوان الوقف السني والشيعي في 2003. نصّ قانون 2005 على إنشاء منصب الأمين العام في كل واحدة من العتبات الخمس الأساسية في العراق: العتبة العلوية في النجف، والعتبتين الحسينية والعباسية في كربلاء، والعتبة الكاظمية في بغداد، والعتبة العسكرية في سامراء. وكان لمكتب المرجع الأعلى علي السيستاني، دورٌ في تعيين الأمناء العامين الذين كان بعضهم ممثّلين عنه. بعد تفجير القبة العسكرية في 22 فبراير 2006 تنازل رئيس الوقف السني آنذاك أحمد عبد الغفور السامرائي عن إدارتها ليتحول المرقد بأمر من رئيس الوزراء إبراهيم الجعفري إلى الوقف الشيعي مؤقتًا، على أساس أن يتحول لاحقًا إلى وقف مستقل. وهناك انتقادات عديدة حول هذا التحويل وكلا طرفين، وكيفية إدارة الديوان الوقف الشيعي للعتبة حتى وصل إلى رفع الدعوى القضائية في 22 يناير 2018.
وفي عقد 2010 اصبح التنافس بين الوقفين السني والشيعي على إدارة المراقد الدينية في محافظة صلاح الدين وخصوصًا العتبة العسكرية. يحتج ديوان الوقف السني باعتبارها كانت تحت إدارته منذ زمن بعيد وهي تقع في منطقة ذات أغلبية سنية، ولم تحصل أي مشاكل في مراحل سابقة في هذا الأمر حين كان يؤمها الزائرون من مختلف مدن العراق وخارجه. واتهموا ناشطو السنة السامرائيون السلطات الشيعية بمحاولة تغيير التركيبة الطائفية للسكان من خلال توسيع المسجد العسكري بشراء المساكن والمتاجر المحيطة به وهدمها. في حين أن الدستور الجديد للبلاد كتبه سياسيون سنة وشيعة واقليات اتفقوا على إحالة كافة المراقد لآل البيت الاطهار عليهم السلام إلى الوقف الشيعي ولم يكن هناك اعتراض أو خلاف من قبل سياسيون يمثلون المكون السني ولكن ملف العتبة العسكرية كان محضر خلافات معقدة وحكومات الأحزاب تفرض نفسها في المحاصصة واصبحت العتبة تحت تصرف الوقف الشيعي ولكن مازال الحق الارثي والشرعي لأسرة آل السيد قوام بن السيد حسن بن السيد علي الرضا السدنة بالتوارث رغم تهميش دورهم بعد الاحتلال الأميركي وقبله ايام حكم البعث في العراق الذي اعتقل السيد أسامة والد السيد الكليدار وهو الذي يعرف بالوريث للسدانة "السيد عثمان بن السيد أسامة بن السيد قوام بن السيد حسن بن السيد علي الرضا الكليدار"
وهو «كليدار سامراء المقدسة» وسادن ضريح الإمامين العسكريين "عليهما السلام" بالحق الشرعي وبتأييد مراجع الشيعة وحوزاتها ومجمع علماء وافتاء أهل السنة وشهرته بين وجهاء العراق والدول العربية والإسلامية خلفاً لجده ومنذ ٢٠١٥ م حتى الساعة، ومن جانبه كان الوقف الشيعي قد كلف الشيخ ستار المرشدي بالإمامة في الصحن الشريف وإقامة الصلاة فيه وتم إنهاء تكليف "الشيخ المرشدي" واما عن تداعيات ملف شراء الدور المجاورة الصحن العسكري من الأهالي واخفاقات المكلفين من قبل الديوان في قضية الوساطة لشراءها دور المواطنين والتلاعب بالاسعار لم يقف سادن سامراء "السيد الكليدار "بموقف المتفرج بل أخذ على عاتقه اشعار المرجعية الدينية في الحوزة العلمية في النجف للوقوف على حقيقة ما يجري وانهاء تلك الإجراءات التي تشوه صورة القائمين على المرقد الطاهر وتم حسمها وتشكيل لجنة إدارية تشرف على ذلك وإسناد الإمامة بشكل دوري من قبل شيوخ من الحوزة العلمية.
م. 15.

### فهرس المراجع

#### باللغة العربية
1. ↑  انظر:
  - "سامراء.. مشهد العسكريين.. وبلد المعجزات". موقع تبيان. مؤرشف من الأصل في 2022-09-26.
  - "سامراء". مؤسسة الامام علي - لندن. مؤرشف من الأصل في 2022-09-29.
  - "العتبة العسكريّة المقدّسة في سامراء". موقع الشيخ حسين الكوراني. مؤرشف من الأصل في 2021-01-09.
  - "القبة الذهبية لضريح العسكريين في سامراء". موقع جامعة سامراء. مؤرشف من الأصل في 2021-01-10.
2. 1 2 3  بارفين غادامي وهبة شعث (2011). "سامرا: تحقيق المصالحة من خلال إعادة البناء". من أجل العراق (إلكترونية). بغداد: المكتب الإعلامي لبعثة الأمم المتحدة لمساعدة العراق. ص. 33. مؤرشف من الأصل (PDF) في 2021-01-15. اطلع عليه بتاريخ 2021-01-10.
3. ↑  "الروضة العسكرية المطهرة". صحيفة التاخي. مؤرشف من الأصل في 2021-01-15.
4. ↑  "الموقع الرسمي للعتبة العسكرية المقدسة". العتبة العسكرية المقدسة :: Al-Aaskarin Holy Shrine. مؤرشف من الأصل في 2022-01-10.
5. ↑  فرهاد دفتري (2017). تاريخ الإسلام الشيعي. ترجمة: سيف الدين القصير (ط. الأولى). بيروت، لبنان: دار الساقي. ص. 89-90. ISBN:9786144259306.
6. ↑  "تأريخ سامراء". موقع العتبة العسكرية. مؤرشف من الأصل في 2021-12-11.
7. ↑  إياد عيدان البلداوي (2008)، ص.34
8. 1 2  إبراهيم الحيدري (1999)، ص.279
9. ↑  المحلاتي، ذبيح الله. مآثر الكبراء في تأريخ سامرّاء (ط. الأولى). انتشارات المكتبة الحيدريّة، المطبعة: شريعت. ج. الجُزء الأول. ص. 314-315. مؤرشف من الأصل في 2021-10-06.
10. ↑  "سوسن المغريبة". موقع الشيعة-مركز آل البيت العالمي للمعلومات. مؤرشف من الأصل في 2022-01-22.
11. ↑  إياد عيدان البلداوي (2008)، ص.12
12. ↑  المحلاتي (2005)، ج.1 ص.315
13. 1 2 3  إبراهيم الحيدري (1999)، ص.278
14. ↑  المحلاتي (2005)، ج.1 ص.318
15. ↑  المحلاتي (2005)، ج.1 ص.321
16. ↑  المحلاتي (2005)، ج.1 ص.324
17. 1 2  المحلاتي (2005)، ج.1 ص.344
18. ↑  المحلاتي (2005)، ج.1 ص.365
19. ↑  المحلاتي (2005)، ج.1 ص.377
20. ↑  المحلاتي (2005)، ج.1 ص.379
21. ↑  ابن بطوطة، شمس الدين أبي عبد الله محمد بن عبد الله اللواتي الطنجي؛ المحقق: عبد الهادي التازي (1997 م/1417 هـ). رحلة ابن بطوطة. أكاديمية المملكة المغربية. ج. الجُزء الثاني. ص. 78-80، فصل: العودة عبر سامراء للاستعداد للحج. مؤرشف من الأصل في 18 يناير 2022. {{استشهاد بكتاب}}: تحقق من التاريخ في: |تاريخ النشر= (مساعدة)
22. ↑  عباس العزاوي المحامي. موسوعة تاريخ العراق بين احتلالين. الدار العربيّة للموسوعات. ج. المجلد الرابع. ص. 90. مؤرشف من الأصل في 2021-01-15.
23. ↑  كارستن نيبور (1965). سالم الآلوسي (المحرر). رحلة نيبور إلى العراق في القرن الثامن عشر. ترجمة: محمود حسين الأمين (ط. الأولى). بغداد، العراق: وزارة الثقافة والإرشاد. ص. 102.
24. 1 2  المحلاتي (2005)، ج.1 ص.393
25. ↑  المحلاتي (2005)، ج.1 ص.386
26. 1 2  المحلاتي (2005)، ج.1 ص.388
27. ↑  المحلاتي (2005)، ج.2 ص.49
28. ↑  إبراهيم الحيدري (1999)، ص.116
29. ↑  إبراهيم الحيدري (1999)، ص.117
30. ↑  "search". مؤرشف من الأصل في 2021-01-21.
31. ↑  "بيان مكتب السيد (دام ظله) حول الاعتداء الآثم على مقام الإمامين العسكريين (عليهما السلام)". موقع مكتب سماحة المراجع الديني الأعلى السيد علي الحسيني السيستاني (دام ظله). مؤرشف من الأصل في 2021-06-02.
32. ↑  "تفجير سامراء يهدف إلى إشعال حرب طائفية". SWI swissinfo.ch. مؤرشف من الأصل في 2021-01-21.
33. 1 2 3  "رصد 50 مليون دولار لإعادة إعمار سامراء والأهالي يطالبون بالبدء بمرقد الإمامين". جريدة الرياض. مؤرشف من الأصل في 2021-01-11.
34. ↑  https://arabic.cnn.com/middleeast/2014/12/14/shiite-iraq-samara-new-attack%5Bوصلة+مكسورة%5D
35. ↑  "جماعة علماء العراق: محاولة اقتحام مرقد الامامين العسكريين في سامراء مخطط لاثارة الفتنة الطائفية". شبكة نهرين نت الاخبارية. مؤرشف من الأصل في 2021-01-11.
36. ↑  "search". مؤرشف من الأصل في 2021-01-15.
37. ↑  "البدء في إعادة بناء مرقد الإمامين العسكريين". شبكة النبأ للمعلوماتية. مؤرشف من الأصل في 2021-01-15.
38. ↑  "الكوادر الهندسية من خلال ورشة الذهب تبدأ مشروع تذهيب المرقد المقدس للعتبة العسكرية وبمساهمةِ مؤسسة الكوثر". موقع العتبة العسكرية. مؤرشف من الأصل في 2021-01-15.
39. ↑  "العتبة العسكرية المقدسة تستعد لتوسعة مرقدي الامامين العسكريين". كتابات في الميزان. مؤرشف من الأصل في 2021-01-11.
40. ↑  "تشكيل لجنة خاصة لإعادة إعمار مرقد الأمامين العسكريين في سامراء". Radiosawa. مؤرشف من الأصل في 2021-01-15.
41. ↑  "افتتاح قبة مرقد الإمامين العسكريين بسامراء بعد طلائها بالذهب". Mehr News Agency. مؤرشف من الأصل في 2021-01-13.
42. ↑  "تنصيب الشباك". موقع العتبة العسكرية. مؤرشف من الأصل في 2022-01-10.
43. ↑  "تقرير خاص-دور إيران في توسعة العتبات الشيعية يرسخ نفوذها في العراق". Reuters. مؤرشف من الأصل في 2021-01-15.
44. ↑  إياد عيدان البلداوي (2008)، ص.36
45. ↑  "الصحن العسكري". شيعة ويفز. مؤرشف من الأصل في 2021-01-13.
46. ↑  "تقرير بالصور عن بناء الطارمتين الجديدتين في الصحن العسكري الشريف". شبكة الكفيل العالمية. مؤرشف من الأصل في 2021-01-22.
47. ↑  "مشروع تأهيل وترميم الأواوين في الصحن العسكري المقدس." النجف نيوز. مؤرشف من الأصل في 2021-01-11.
48. ↑  ثامر عبد الحسن العامري (2003)، ص.245
49. ↑  "باب الدخول المُذهب صَرحًا آخر يعتلي منصّة الإنجازات في العتبة العسكرية المقدسة". موقع العتبة العسكرية. مؤرشف من الأصل في 2021-01-21.
50. ↑  المحلاتي (2005)، ج.2 ص.19
51. ↑  المحلاتي (2005)، ج.2 ص.20
52. 1 2  المحلاتي (2005)، ج.1 ص.390
53. ↑  المحلاتي (2005)، ج.1 ص.352
54. ↑  المحلاتي (2005)، ج.1 ص.351
55. ↑  محسن الأمين العاملي (1954). الرحلة العراقية الإيرانية (ط. الأولى). بيروت، لبنان: مطبعة الانصاف. {{استشهاد بكتاب}}: تجاهل المحلل الوسيط |صحفة= لأنه غير معروف (مساعدة)
56. 1 2 3  المحلاتي (2005)، ج.1 ص.391
57. ↑  المحلاتي (2005)، ج.1 ص.392
58. ↑  المحلاتي (2005)، ج.2 ص.121
59. ↑  مجموعة من المؤلفين. الموسوعة الموجزة في التاريخ الإسلامي نقلًا عن: موسوعة سفير للتاريخ الإسلامي. المكتبة الشاملة، نقلها وأعدها للشاملة/ أبو سعيد المصري. ج. الجُزء الحادي عشر. ص. 311. مؤرشف من الأصل في 2021-09-11.
60. ↑  أبو الحسن الهروي (2002). علي عمر (المحرر). الإشارات إلى معرفة الزّيارات (ط. الأولى). الرياض، السعودية: مكتبة الثقافة الدينية. ص. 65. ISBN:9773410676. مؤرشف من الأصل في 2021-10-11.
61. ↑  عبد الكريم بن محمد بن منصور التميمي السمعاني المروزي، أبو سعد؛ المحقق: عبد الرحمن بن يحيى المعلمي اليماني وغيره (1382 هـ - 1962 م). الأنساب (ط. الأولى). حيدر آباد: مجلس دائرة المعارف العثمانية. ج. الجُزء التاسع. ص. 300-301. مؤرشف من الأصل في 11 أكتوبر 2021. {{استشهاد بكتاب}}: تحقق من التاريخ في: |تاريخ النشر= (مساعدة)
62. 1 2  علي موسى الكعبي (2006). الإمام عليّ الهادي سيرة وتاريخ (ط. الأولى). قم، إيران: ستاره. ص. 265. ISBN:9648629986.
63. ↑  "فضل بقعة الإمام الحسن العسكري وزيارته". شبكة رافـد. مؤرشف من الأصل في 2021-10-10. اطلع عليه بتاريخ 2021-10-10.
64. ↑  "بحار الأنوار - العلامة المجلسي - ج 99 - الصفحة 72". المكتبة الشيعية. مؤرشف من الأصل في 2020-02-16. اطلع عليه بتاريخ 2022-01-21.
65. ↑  إياد عيدان البلداوي (2008)، ص.53
66. 1 2  المحلاتي (2005)، ج.3 ص.123
67. 1 2 3 4 5 6  "السلطة الدينية وسياسة الأوقاف الإسلامية في العراق". مؤسسة كارنيغي للسلام الدولي. مؤرشف من الأصل في 2021-11-23.
68. 1 2 3 4  "كيف سيطر الوقف الشيعي على سامراء؟.. القصة الحقيقية لأول مرة". موقع عراق. مؤرشف من الأصل في 2021-01-21.
69. 1 2  "الحيدري لـ (الزمان): الروضة العسكرية ضمن ممتلكات الوقف". Azzaman. مؤرشف من الأصل في 2021-02-02.
70. 1 2  "مجلس النجف: إعادة مرقد الإمامين العسكريين إلى الوقف السني غير مرض للطائفتين". محليات. مؤرشف من الأصل في 2021-01-15.
71. 1 2 3 4  "تصاعد حرب الاستيلاء على ممتلكات الوقف السني في العراق". القدس العربي. مؤرشف من الأصل في 2021-02-03.
72. 1 2  "search". مؤرشف من الأصل في 2021-01-21.
73. 1 2  "تحقيق- مشروع تجديد ضريح سامراء يذكي التوتر الطائفي". Reuters. مؤرشف من الأصل في 2021-01-21.
74. 1 2  "السلطة الدينية وسياسة الأوقاف الإسلامية في العراق". مؤسسة كارنيغي للسلام الدولي. مؤرشف من الأصل في 2021-11-23.
75. ↑  "كيف سيطر الوقف الشيعي على سامراء؟.. القصة الحقيقية لأول مرة". موقع عراق. مؤرشف من الأصل في 2021-01-21.
76. ↑  "تحقيق- مشروع تجديد ضريح سامراء يذكي التوتر الطائفي". Reuters. مؤرشف من الأصل في 2021-01-21.
77. ↑  المحلاتي (2005)، ج.3 ص.122
78. ↑  https://twitter.com/izstbmkk8jguqzh نسخة محفوظة 2023-03-08 على موقع واي باك مشين.
79. ↑  برنامج عشائر اهلنا - في ضيافة السيد عثمان ابن اسامة الكلدار الحسيني 7-4-2017 - YouTube نسخة محفوظة 15 يناير 2021 على موقع واي باك مشين.
80. ↑  "الوقف الشيعي يكلف "الشيخ ستار المرشدي" مديرا لإدارة الروضة العسكرية". شفتنا العراق. مؤرشف من الأصل في 2021-01-28.

#### باللغة الإنجليزية
1. ↑  "Sacred Sites of Iraq". World Pilgrimage Guide. مؤرشف من الأصل في 2021-12-03.
2. 1 2  "Marqad al-Imamayn | Archnet". مؤرشف من الأصل في 2021-05-02.
3. ↑  "Showdown in Samarra / Fox News". مؤرشف من الأصل في 2012-10-20. اطلع عليه بتاريخ 2021-01-15.{{استشهاد ويب}}:  صيانة الاستشهاد: BOT: original URL status unknown (link)
4. ↑  "Shiite Leaders Appeal for Calm After New Shrine Attack (Published 2007)" (بالإنجليزية الأمريكية). Archived from the original on 2020-11-24. Retrieved 2021-01-15.
5. ↑  "An Eye For an Eye" (بالإنجليزية الأمريكية). Archived from the original on 2021-01-27. Retrieved 2021-01-27.

### معلومات المراجع
- يونس السامرائي (1966). تاريخ علماء سامراء (ط. الأولى). بغداد، العراق: مطبعة دار البصري.
- إبراهيم الموسوي الزنجاني (1985). جولة في الأماكن المقدسة (ط. الأولى). بيروت، لبنان: مؤسسة الأعلمي للمطبوعات.
- جعفر الخليلي (1987). موسوعة العتبات المقدسة (ط. الثانية). بيروت، لبنان: مؤسسة الأعلمي للمطبوعات. ج. 12 - قسم سامراء.
- إبراهيم الحيدري (1999). تراجيديا كربلاء: سوسيولوجيا الخطاب الشيعي (ط. الأولى). بيروت، لبنان: دار الساقي. ج. الأول.
- ثامر عبد الحسن العامري (2003). معجم المراقد والمزارات في العراق (ط. الأولى). بغداد، العراق: المؤلف.
- ذبيح الله المحلاتي (2005). مأثر الكبراء في تاريخ سامراء (ط. الأولى). النجف العراق: المكتبة الحيدريّة. ISBN:9645030358.
- إياد عيدان البلداوي (2008). تاريخ التشيع في سامراء (ط. الأولى). بغداد، العراق: مؤسسة البلداوي.
- بشير يوسف فرنسيس (2017). موسوعة المدن والمواقع في العراق (ط. الأولى). لندن، بريطانيا: إي كتب. ج. الأول.